# Хорватське національне вбрання

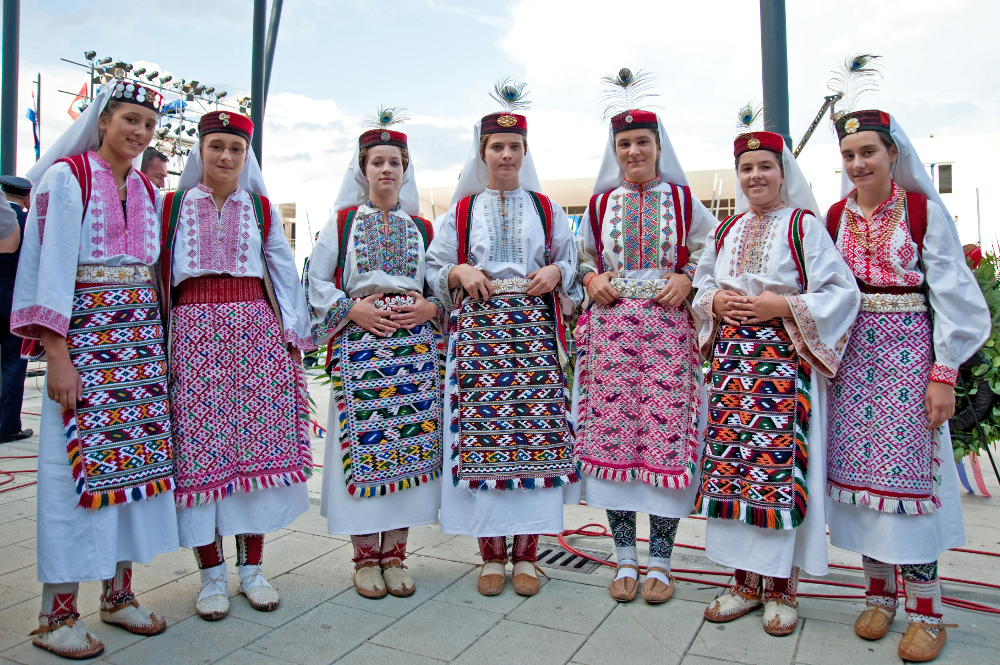
Хорватські національні костюми з міста Врліка.

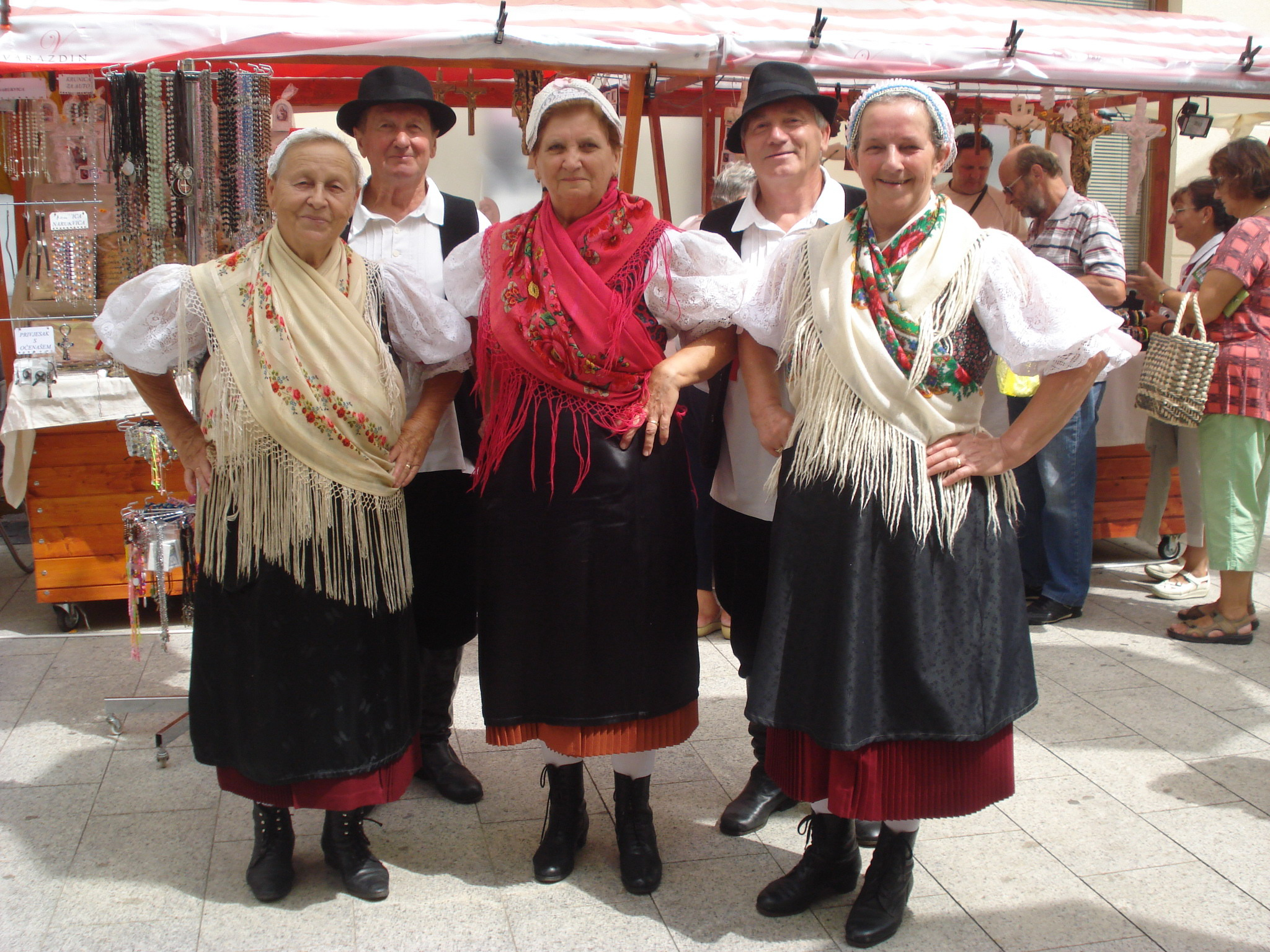
Жінки і чоловіки з Меджимурья (північна Хорватія) у традиційних народних костюмах

Хорватське національне вбрання (хорв. narodna nošnja) — традиційний одяг, який носили хорвати, що проживали у Хорватії, Боснії та Герцеговині, Сербії, у менших громадах в Угорщині, Австрії, Чорногорії та Румунії.
У містах Хорватії європейський одяг носили вже в XIX столітті. З перших десятиліть XX століття, а особливо після Другої світової війни, в хорватських селах також поширилося міське вбрання. Наразі хорвати щодня носять одяг у західному стилі, національні костюми найчастіше вдягають на спеціальні події та свята, головним чином на етнічних фестивалях, релігійних святах, весіллях.
Кожен культурно-географічний регіон має власний різновид вбрання, який відрізняється стилем, матеріалом, кольором, формою. Значна частина цих регіональних костюмів мала вплив австрійської, угорської, німецької, італійської або турецької культури під час контролю регіонів відповідними країнами.

## Загальні риси вбрання

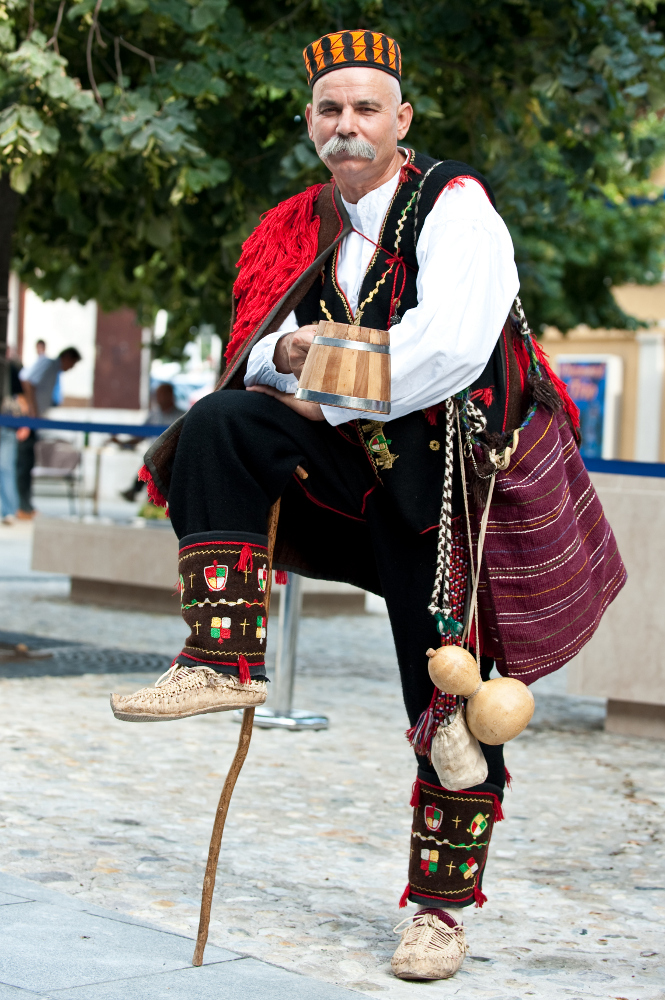
Чоловічий костюм динарського стилю

Основний елемент жіночого національного вбрання — тунікоподібна сорочка (košulja) або нижня спідниця (skutići). До них додають інший одяг та прикраси: спідницю (kotula), декоративну куртку (djaketa, paletun або koret), фартух (ogrnjač або pregjača), шарф (ubrsac), хустку, яка зазвичай прикрашена квітковими або тваринними мотивами. Вишивка дуже складна і зазвичай червоного, білого, синього, золотого або чорного кольорів. Прикраси, зокрема намиста, сережки, браслети і каблучки, можуть бути виготовлені з золота, срібла, бісеру, перлів або навіть коралів з Адріатики. Волосся переплетене в одну або дві коси і прикрашене червоними стрічками для дівчаток або неодружених жінок, а одружені жінки носять на голові ткані або шовкові хустки. Вбрання наречених складаються з корони або вінка, часто з квітів (vijenac) і великої кількості прикрас. Голова жінки може бути прикрашена хусткою, кепкою або головним убором, найвідомішим з яких є головні убори, які носили жінки з острова Паг. Завершують костюм панчохи (bječve) або шкарпетки до коліна, а також чоботи або сандалі, що називаються опанці.
Для чоловіків національний одяг зазвичай складається з вільних, широких штанів (gače širkoke) і сорочки, і вони, як правило, або чорні, або білі, або поєднують ці два кольори. Чоловіки можуть носити декоративний або простий жилет (fermen або jačerma) на сорочку. Чоловік майже завжди носить кепку, яка змінюється за формою та дизайном залежно від регіону. Найвідомішою шапочкою, можливо, є Lička kapa, яку протягом століть носили в регіоні Лика. Взуття, як і жіноче, складається в основному з черевиків і босоніжок. У регіонах, де часто буває холодно, до костюмів входять вовняні жилети, плащі, пальто або шуби. Для теплої погоди — шовкова білизна.
Існують три основні стилі костюмів залежно від регіону: паннонський на півночі і сході, континентальний або динарський і прибережний стиль на узбережжі.

## Хорватія

### Славонія і Бараня

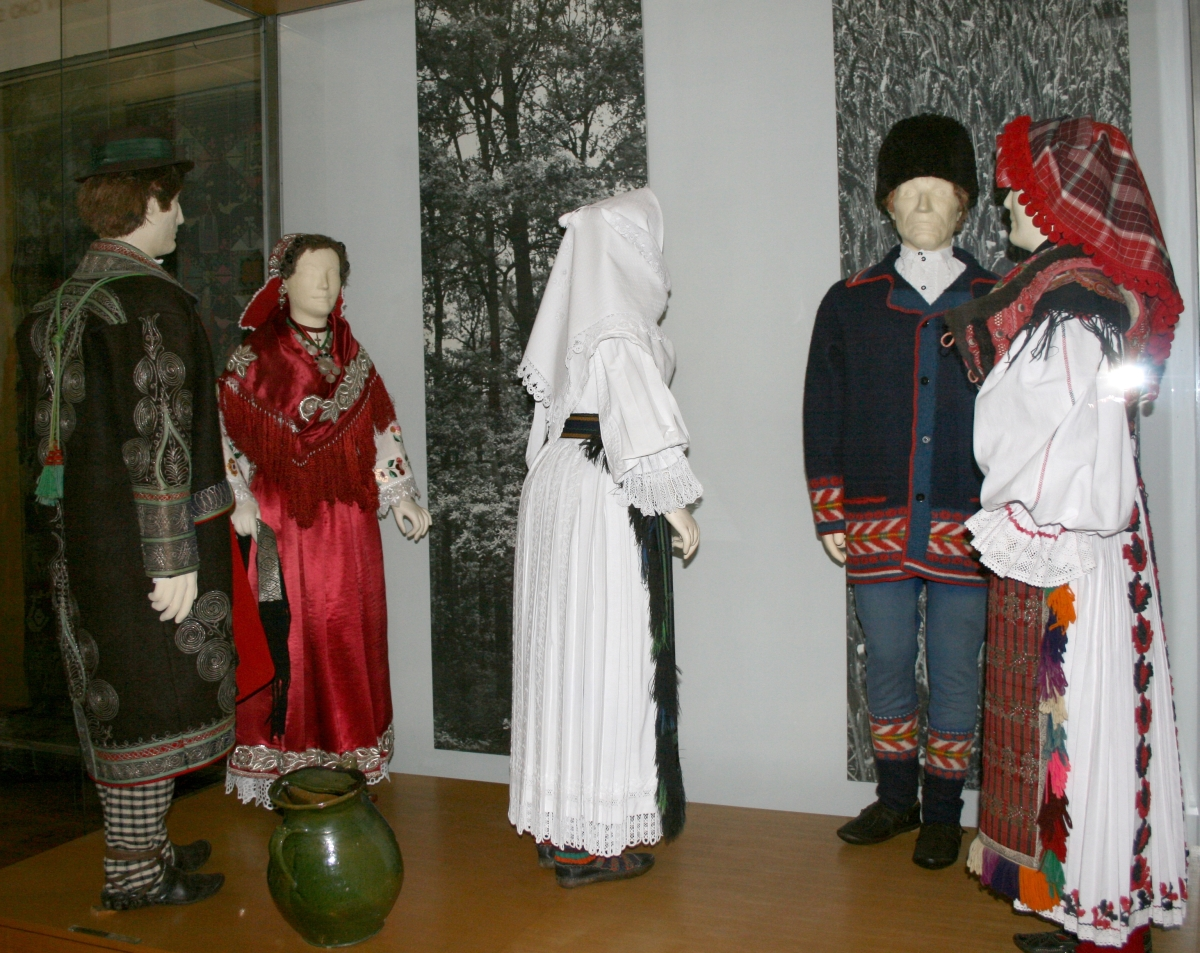
Хорватська національна сукня у Вінковцях

Славонії і Барані притаманний паннонський стиль одягу. У Славонії костюми, як правило, дуже складні, з квітковим орнаментом, вишивкою, декоративними шовковими стрічками і бантиками, мереживами. Прикраси — золоті або срібні, намиста з коралів і перлів. Кольори одягу, як правило, яскраві і численні: золотий, червоний, синій, білий і чорний можуть поєднуватися в одному костюмі. Верхня сорочка (odnjica) має рукави з крильцями в паннонському стилі.
Чоловіки, як правило, носять не настільки різнокольорові сорочки і штани. Чоловічий костюм включає товсті пальто або жилети з візерунками, вишивкою. Їхні рукави можуть мати оборки, але не такі яскраві, як жіночі. У Барані частина чоловічого костюма — це невеликий фартух, який носиться разом з штанями.

### Посавина і Подравина

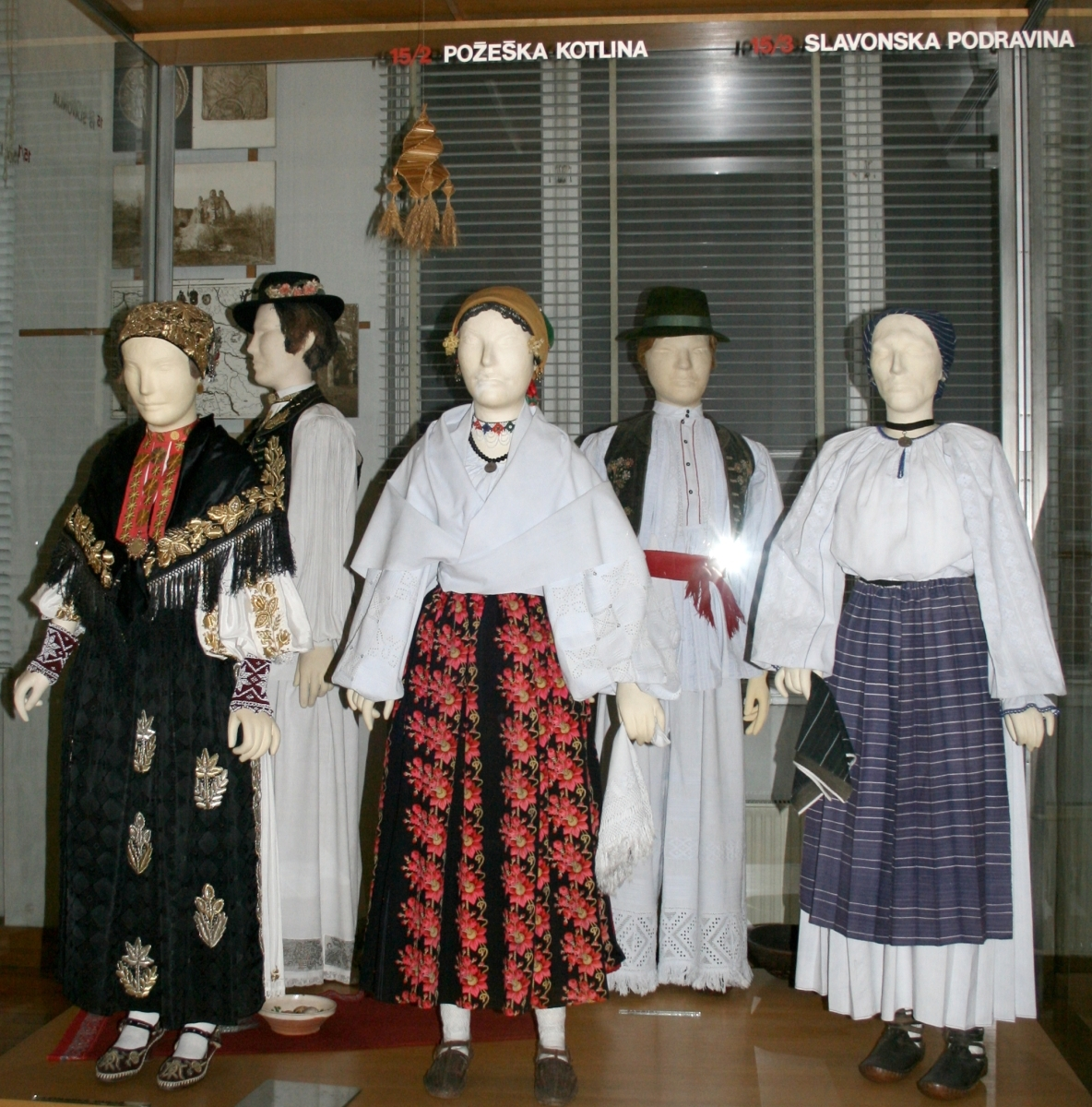
Вбрання в стилі Подравини

Посавина та Подравина — це північна і північно-східна частини Хорватії. На відміну від Славонії, національний одяг Посавини не містить надто складних малюнків і візерунків, а складається з простих чорно-білих блузок, штанів і спідниць. Жінки носять красиві шовкові шалі, звичайно сині або червоні, з квітковими мотивами. Також вдягають фартухи з вишитими малюнками, а їхній колір і деталізовані візерунки часто є головним фокусом костюма. Чоловіки носять чорні жилети і чорні капелюхи.
Жінки в Подравині роблять хустки з унікальною вишивкою, притаманною регіону, вдягають фартухи з барвистим геометричним дизайном з багатобарвною бахромою. Чоловічі жилети, як правило, червоні або чорні, із складними візерунками і вишивкою.

### Меджимур'є, Загір'я і Загребський регіон

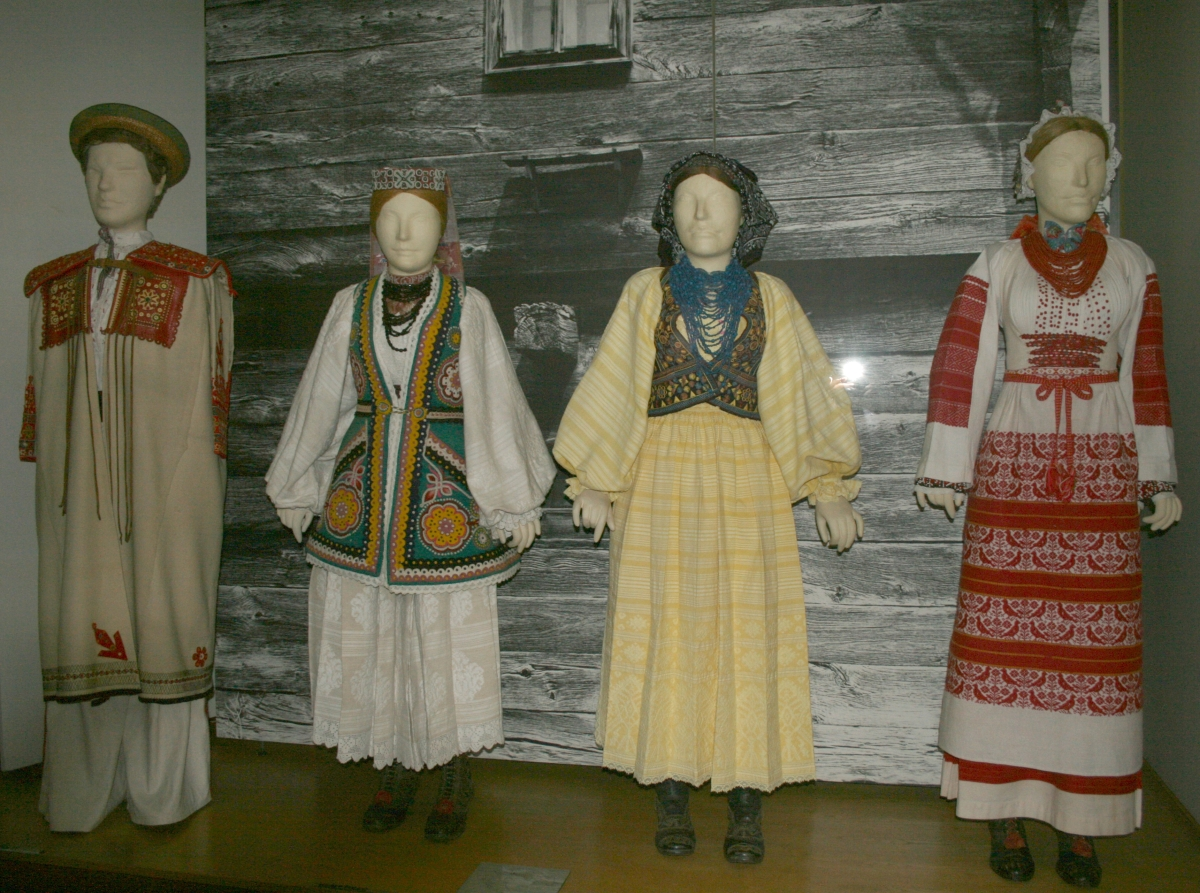
Одяг з околиць Загреба

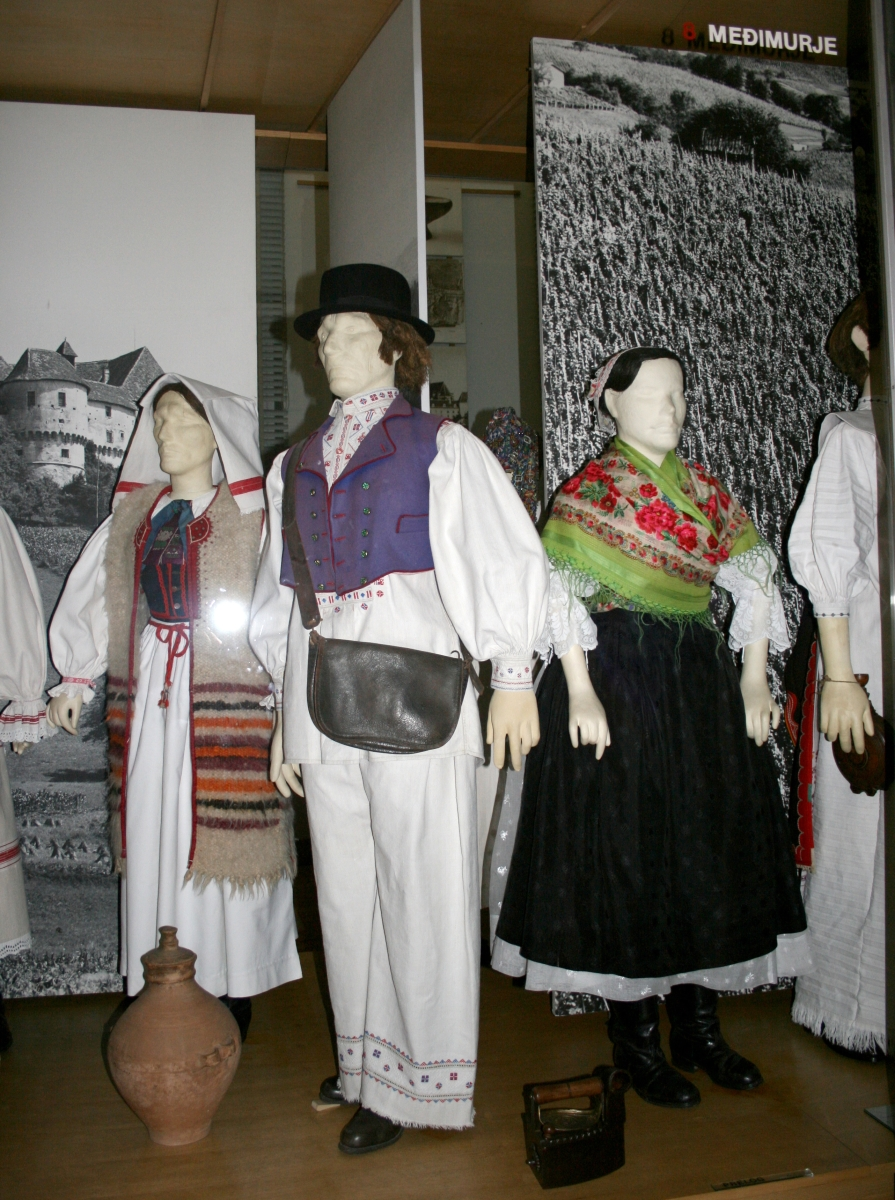
Одяг з Меджимур'я

Меджимур'я, Загір'я та Загреб розташовані на півночі, знаходяться під впливом континентального стилю. Білий одяг характерний для континентальної Хорватії в цілому, але кожен регіон має свої види декоративних шарфів, шалей, фартухів і прикрас. Червоний колір є найпопулярнішим кольором, особливо в Загір'ї. Червоні чоловічі і жіночі фартухи і жилети прикрашаються витонченими строчкою і вишивкою, в основному золотою ниткою. Жінки носять барвисті хустки, зазвичай червоні з квітковими візерунками. Другий за популярністю колір — чорний, з яким поєднується золота або біла вишивка.
Чоловіки і жінки також можуть додавати пояс (tkanica) відмінного від основного одягу кольору.
Капелюхи є важливою частиною чоловічого костюма і можуть мати дві форми. Одна з них — традиційний паннонський капелюх (škrlak) — чорний куполоподібний, з червоною вовняною стрічкою, вишитою різнокольоровими нитками, з білими і золотими крапками. Інший варіант — чорний фетровий капелюх (šešir), прикрашений стрічками, наприклад, у кольорах хорватського прапора.

### Істрія

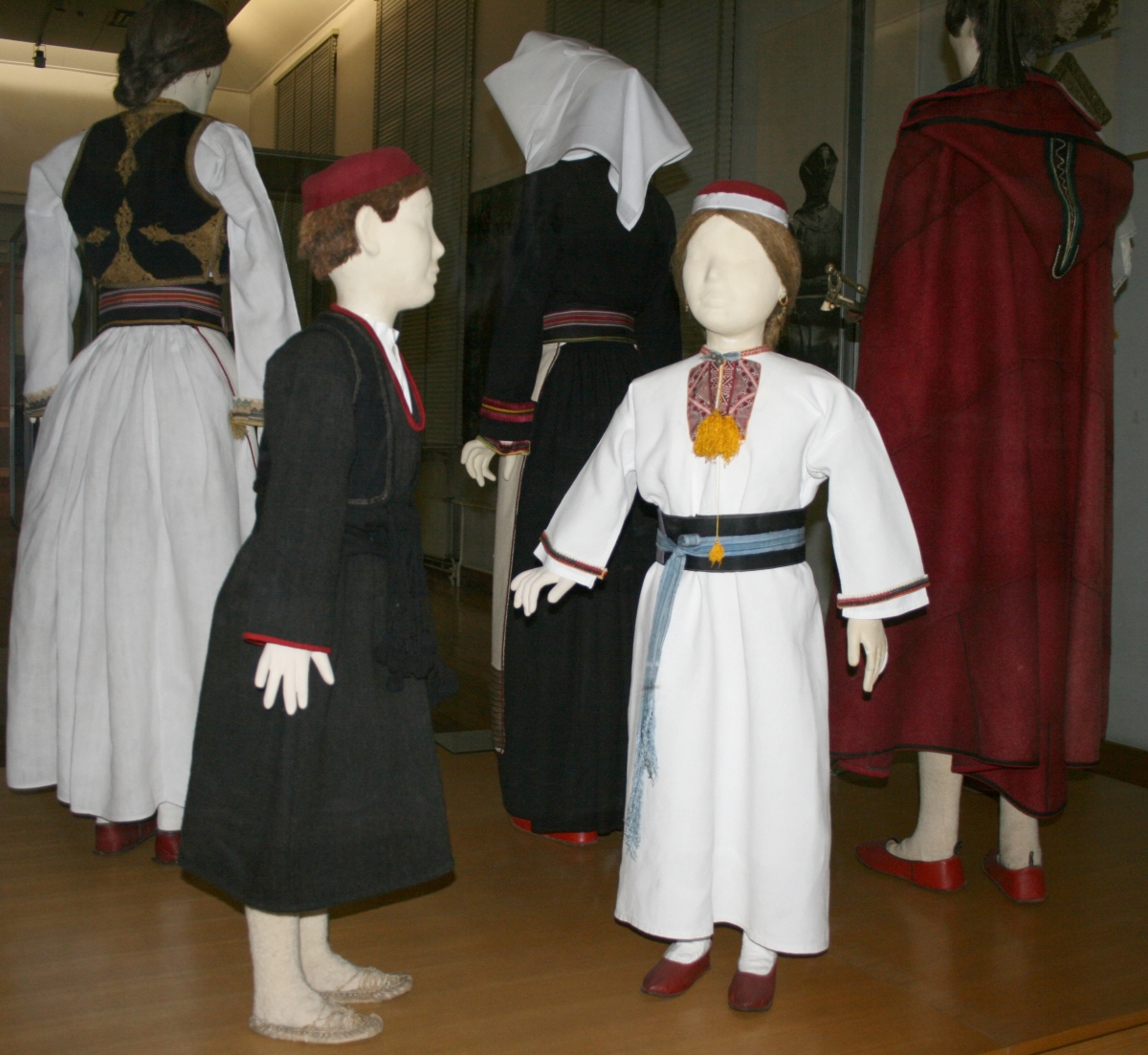
Далматинський стиль

На одяг Істрії впливає адріатичний стиль узбережжя.
Чоловіче вбрання, як правило, блакитного, коричневого або білого кольору, складається з штанів, більш жорстких, аніж славонські, сорочки і шкіряного жилета. Пальто, що вдягається на них, як правило, короткі і з довгими рукавами або навпаки: довгі і без рукавів. Аксесуари включають широкі шовкові ремені, червоні або чорні шапки, а також бавовняні шкарпетки, які надягають з опанцями.
Жінки на узбережжі носять білі блузки з широким рукавом, вишиті шовком або мереживом, а також плісировані спідниці або сукні, а також панчохи з опанцями. Жінки вкривають плечі барвистими хустками (oplece), які зав'язуються навколо шиї. Ювелірні вироби виготовляють з барвистих скляних намист і срібних монетних дисків, нанизують на шнури зі шкіри, носять на шиї і талії.

### Лика

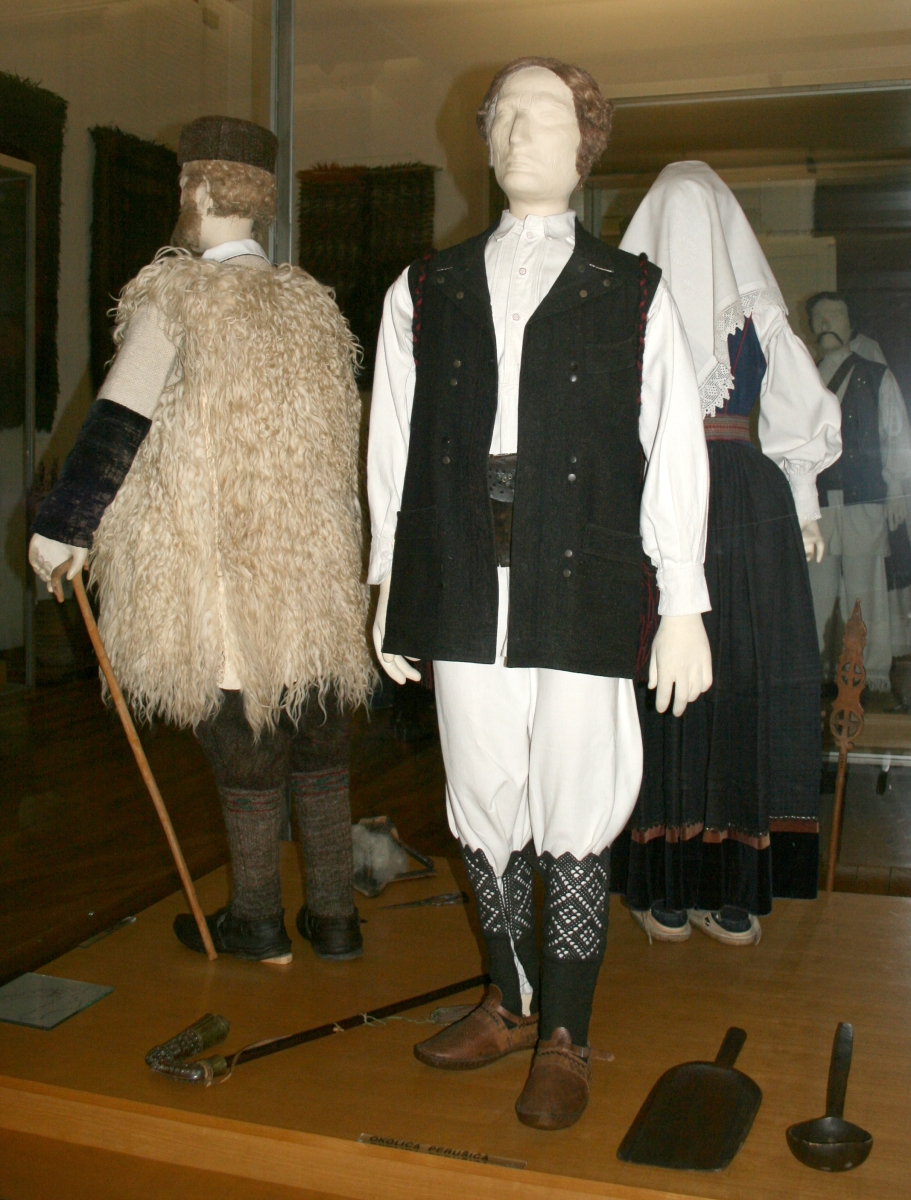
Одяг з Перушича

Одяг Лики демонструє як динарський, так і османський вплив. Через історію регіону, повну воєнних подій, на вбрання також вплинув дизайн військових одностроїв. Поширеність овець зумовила велику кількість вовняних тканин, які забарвлюється зазвичай у червоний, чорний, жовтий і зелений. Шуби і накидки поширені через холодну зимову погоду.
Жінки, як правило, носять спідниці до щиколоток і білі блузки. Їхній одяг, зазвичай, переважно в білих, коричневих і чорних тонах. Сині сукні та фартухи носять одружені жінки, а білі — неодружені. На відміну від хорватів з півночі, у Лиці щодня вдягають опанці. Також носять фартухи, які прикрашені візерунками з геометричними мотивами. На ноги вдягають різнокольорові вовняні шкарпетки (priglavci або nazuvci) з геометричним малюнком. У якості головних уборів жінки носять вишиті або білі хустки, прикріплені до капелюхів. Такі ювелірні вироби, як сережки, браслети та намиста зазвичай срібні. Намиста (djerdan) і сережки часто зроблені з срібних монет, традиційно з австрійських (talira) XIX століття.
На одяг чоловіків сильний вплив справили військові однострої. Звичайний одяг — це штани та лляна сорочка білого, чорного або коричневого кольору (або синього кольору для військовослужбовців). Жилети можуть бути виготовлені з шкіри або з вовни, є або чорними, або червоними, можуть бути простими або дуже вишукано прикрашеними витонченими візерунками. Взимку носять чорні або сині пальто або накидки з ягняти. Червоні пояси перев'язують навколо талії і використовують для утримання зброї, що є відголоском військової ери. Часто долучають спеціальний різьблений ніж османських часів (так званий handžar або nož). Спеціальна шапка ексклюзивна для регіону, її носять усі чоловіки, незалежно від їхнього соціального становища.

### Далмація

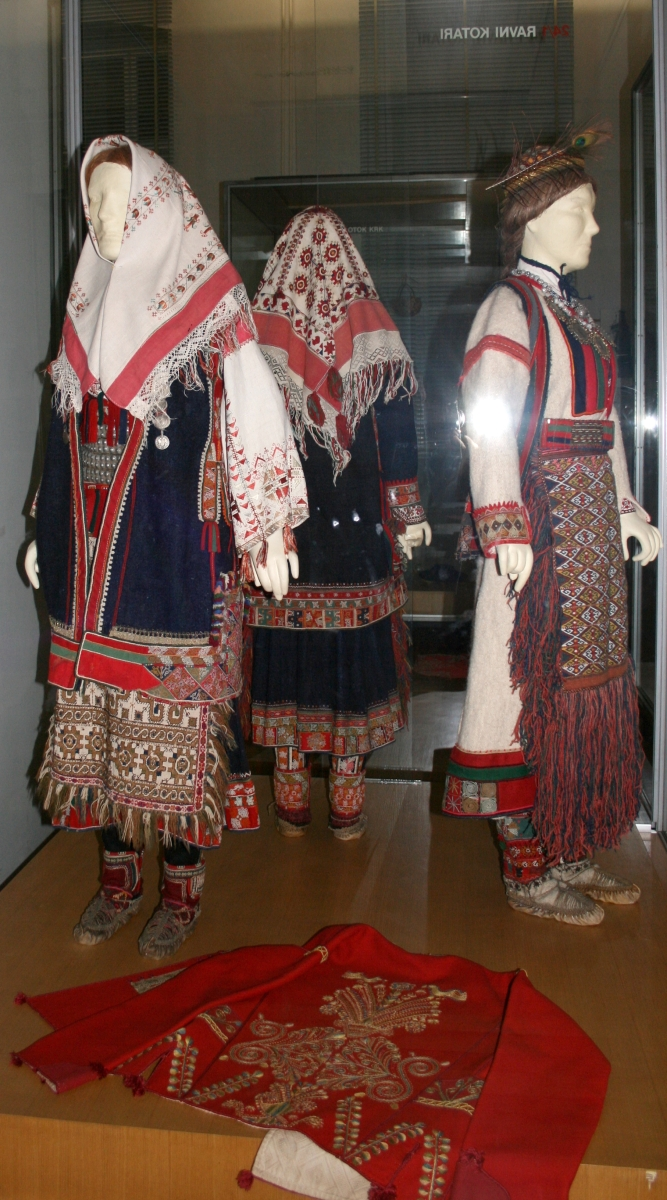
Одяг північної Далмації.

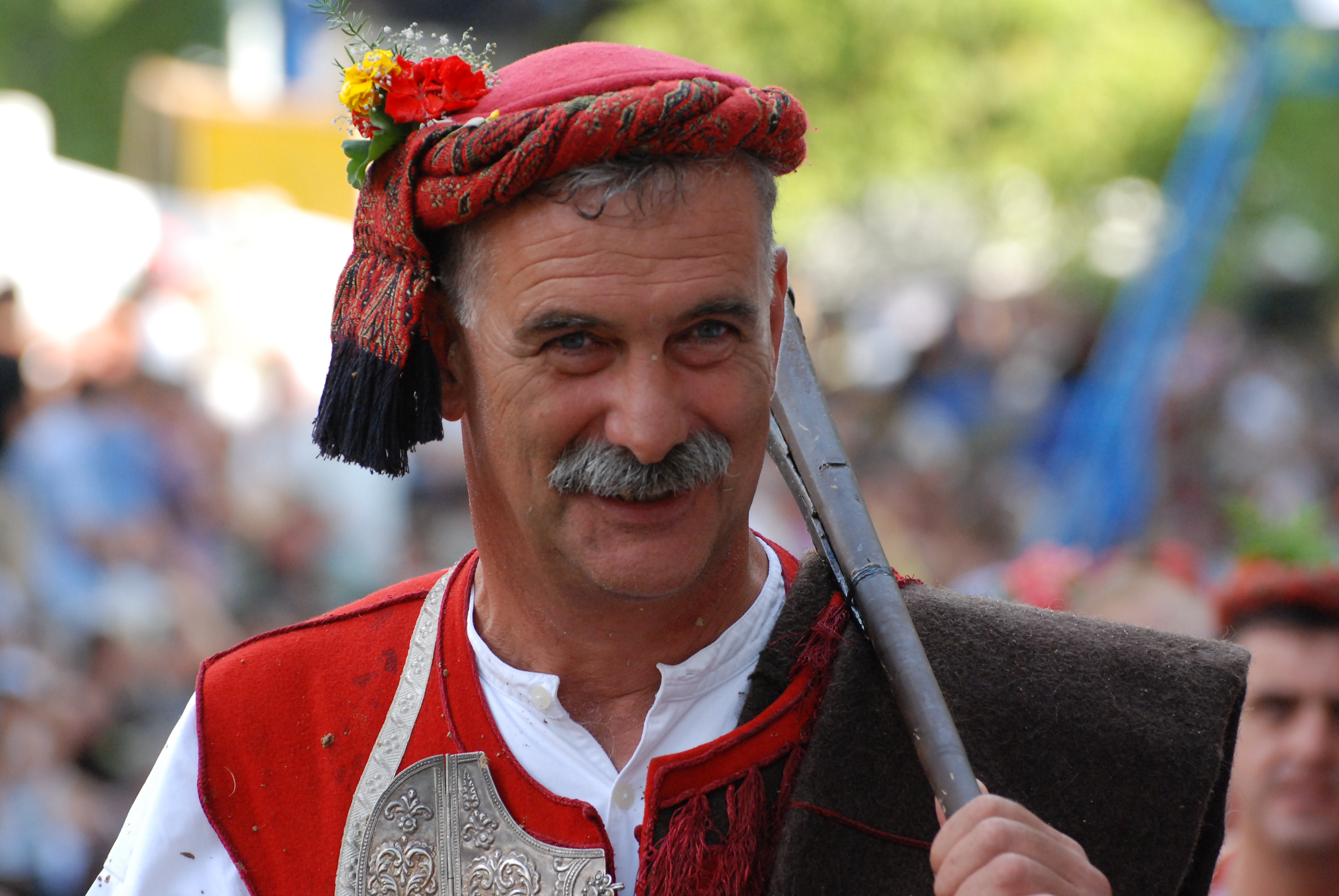
Чоловік із Синю.

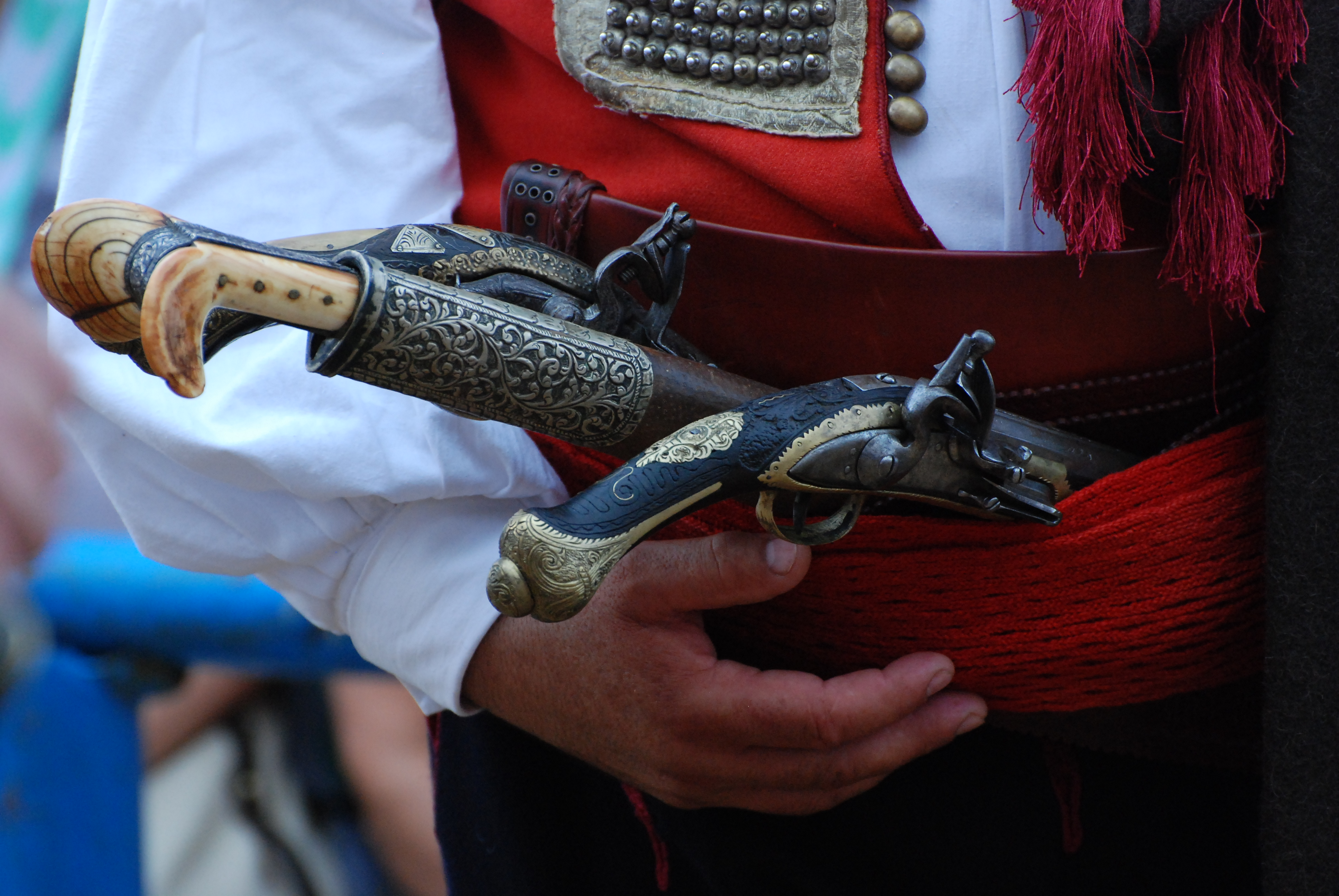
Деталь пояса і зброї.

Одяг жителів Далмації відрізняється в межах свого регіону; в той час як прибережні райони мають вплив Адріатики і прибережної зони, внутрішня територія, що називається Загора, показує динарський вплив, подібний до стилю Лики та Герцеговини.
Мабуть, найвідоміший приклад одягу Загори походить з маленького містечка Врліка, багатого на танці і традиції, які продовжуються і сьогодні. Одяг як чоловіків, так і жінок характеризується декількома особливими предметами одягу. Для чоловіків вбрання складається з ретельно відібраних предметів: червоний пояс з бахромою червоного, синього або зеленого кольору зав'язується навколо темних штанів. Через багатовіковій військовій менталітет носять спеціальний шкіряний ремінь для зброї. На сорочку вдягають туніку місцевого дизайну з бахромою. Жилети прикрашають золотою та червоною вишивкою, візерунками та малюнками. Жіноче вбрання складається з білої блузки, спідниці або туніки з барвистим фартухом, прикрашеним складними геометричними візерунками і бахромою, а також червоного жилета із золотою вишивкою, контрастного до білої блузки. Ювелірні вироби складаються в основному з бісеру, що носиться на шиї, і срібних монет, якими прикрашають одяг. Як чоловіки, так і жінки носять червоні фетрові шапочки (bareta або crvenkapa).
Національні костюм прибережного Дубровника в основному білого, чорного, золотого і червоного кольорів. І чоловіки, і жінки носять жилети, багаті золотою вишивкою, жінки прикрашають блузки китицями, та носять вишукані прикраси, такі як сережки, намиста і заколки. Чоловіки і жінки, як правило, носять білі або чорні штани або спідниці відповідно.

### Острови

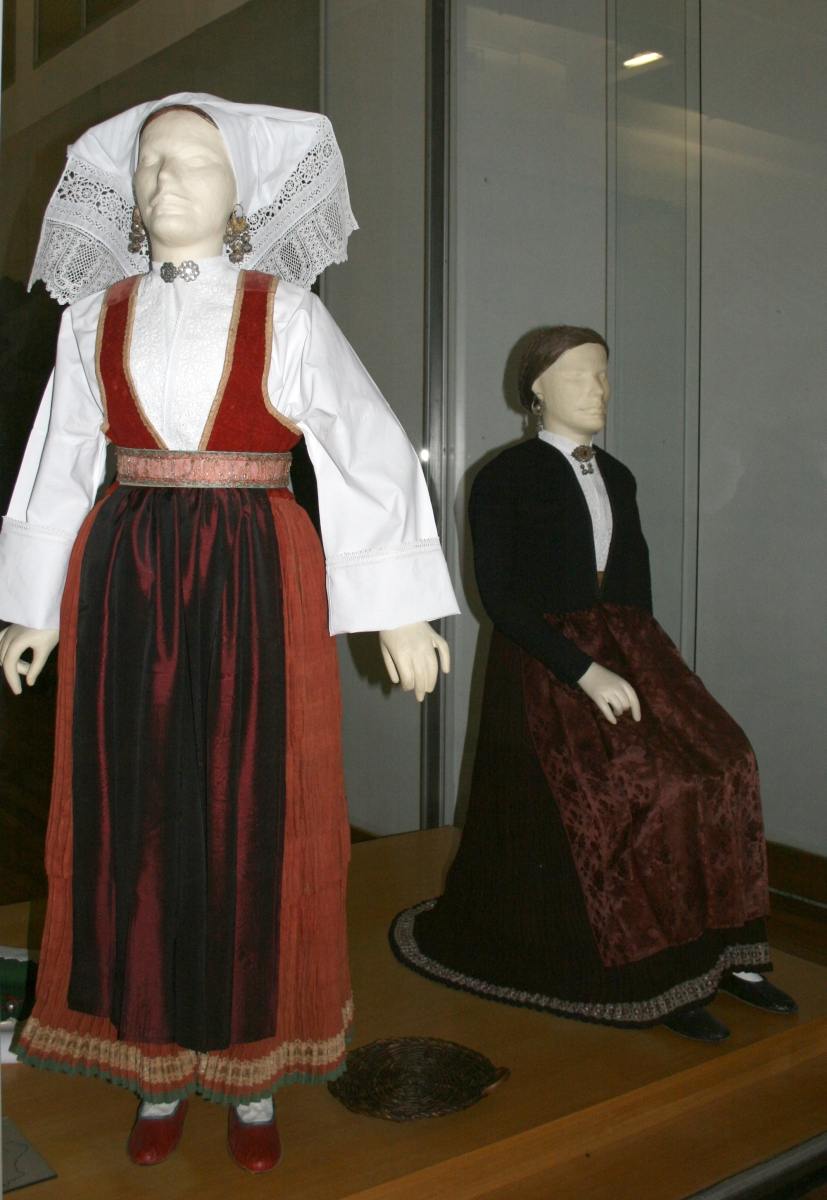
Хорватський національний одяг з острова Паг

Острови Хорватії мають найбільші відмінності в одязі завдяки ізоляції один від одного та від материка. Одяг там здебільшого подібний з Далмацією та Істрією, але при цьому вони мають свої унікальні відмінності у стилі, яких немає в інших місцях.
Наприклад, національний одяг на острові Паг бере свій початок у п'ятнадцятому столітті і характеризується складним мереживом, що прикрашає передню частину блузок і країв хусток. Знамените мереживо Пага славиться своєю вишуканістю і красою і є найпомітнішою частиною вбрання. Жінки носять блузки з довгими рукавами і вільні плісировані спідниці (зазвичай золотого або червоного кольору) з червоним шовковим шарфом, зав'язаним навколо талії. Чоловіки носять поверх сорочок жилети з приталеними штанями, червоні шовкові хустки на талії і червоні шапки.

## Боснія і Герцеговина

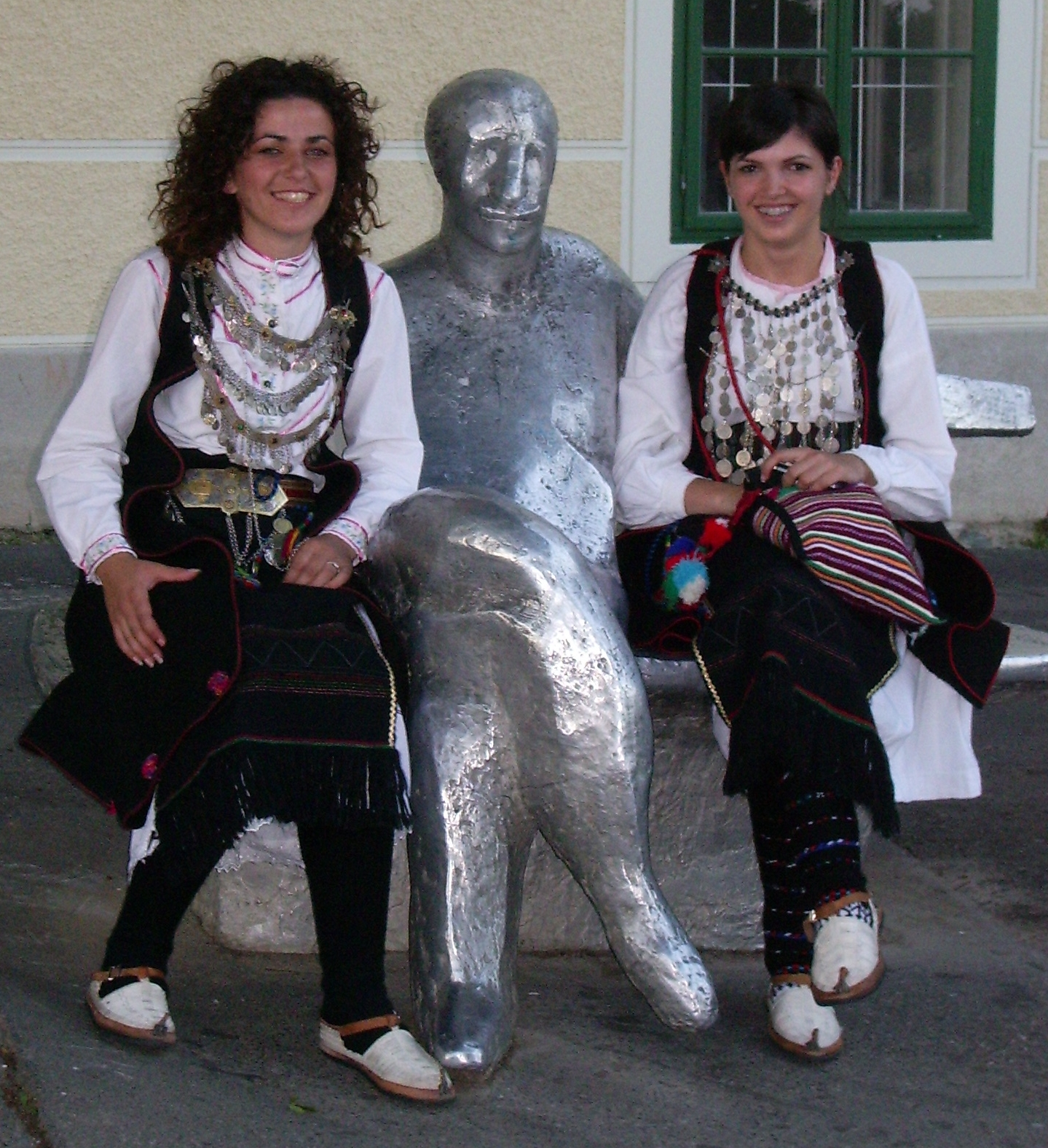
Одяг Томиславграда

Хорватський одяг з Боснії та Герцеговини відноситься до динарського напрямку, проте регіональні відмінності між Західною Герцеговиною та Центральною Боснією є досить помітними. У Герцеговині стиль вбрання дуже схожий на далматинський стиль.
У центральній Боснії вплив Османської імперії проявляється більш чітко. У жінок вбрання в основному біле. Жилет, як правило, темного кольору з золотою обробкою, вишитою по краях, а фартух виготовлений з вовни, пофарбованої зазвичай червоним, чорним або темно-зеленим з мінімальними малюнками. Якщо фартух вдягають, то обирають одяг з вишивкою і мереживом, а панталони (gače) носяться з білими, довжиною до колін панчохами (čarape). Пояс (tkanica), який вдягають на талію, чорний з зеленим та золотим. На голові носять хустку (krpa) з різними геометричними візерунками та / або квітковою вишивкою. Ще один вид хустки (čember) більш складний — з в'язаним краєм, з широкою смугою різнокольорової геометричної вишивки.
Для чоловіків білі бавовняні сорочки з широкими рукавами і чорні штани з бахромою є основними елементами вбрання. Крім того — жилет темного кольору, виконаний з товстої вовни, може бути вишитий. Колір поясу змінюється за кольором у різних частинах регіону, але зазвичай темний. Шкарпетки довгі, до коліна, подібно до жіночих, зазвичай, білого, червоного або золотистого кольору.

## В інших місцевостях
Одяг сербських хорватів походить переважно з Воєводини, причому відчувається сильний вплив паннонського стилю. Найбільш поширений колір одягу для чоловіків і жінок — білий, з витонченою вишивкою на рукавах, штанях або спідницях. Чоловіки і жінки носять сині або чорні фартухи і жилети з золотими вишивками. Відоме хорватське вбрання з району Бачка, де протягом століть жінки замовляли шовк для своїх костюмів з Ліону (Франція). Цей одяг характеризується насиченим синім кольором.
Хорвати з Косово носять одяг, який має динарський стиль, а також елементи стилю, притаманні місцевостям навколо ріки Вардар. В Косово, переважно в селах, проживає субетнічна група хорватів під назвою янівці. Оскільки більшість з них походить від торговців з Дубровника, що перемістилися сім століть тому, у них зберігаються певні елементи одягу в стилі Дубровника.

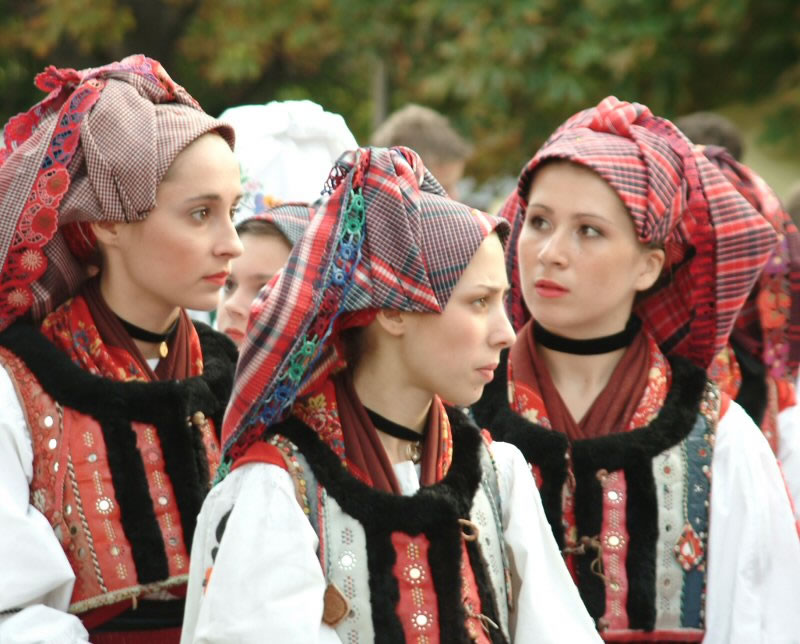
Хорватські дівчата в народному вбранні в Угорщині

Хорватські меншини в сусідніх країнах, таких як Угорщина, Румунія, Італія, Чорногорія та Австрія, продовжують носити своє традиційне вбрання, стиль якого сформований під впливом одягу їхніх предків та місцевих регіональних стилів.
В Угорщині хорвати часто беруть участь у культурних святах, під час яких вдягають свої національні костюми у витончених кольорах та з дорогих тканин. Помітний яскраво виражений вплив угорського стилю.
У Австрії Хорватська культурна асоціація допомагає підтримувати культуру місцевих хорватів, спонсоруючи свята танців коло, на яких хорвати з Нікіча демонструють традиційне вбрання з помітним німецьким та австрійським альпійським впливом.

## Хорватія— батьківщина краватки

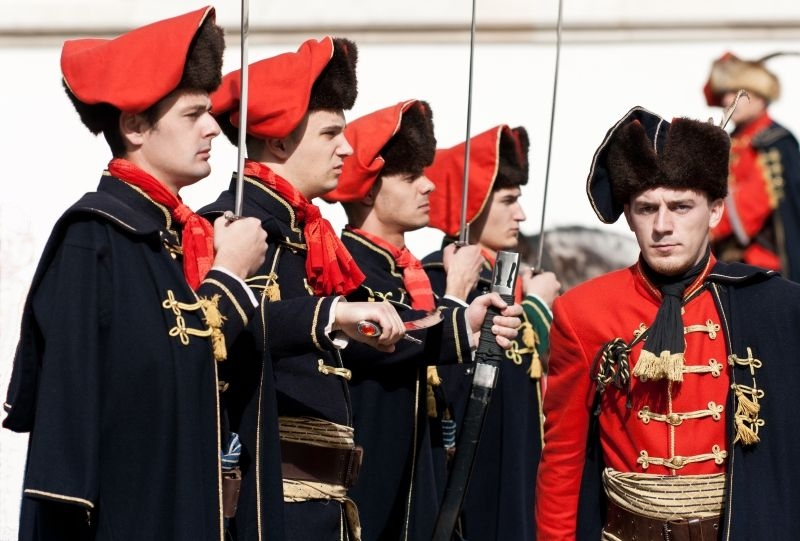
Урочисті події у Загребі у Всесвітній день краватки 18 жовтня 2012 року

Появою та закріпленням у світовій моді цього символу чоловічого гардеробу прийнято вважати 1635 рік. Після перемоги над яничарами турецького султана хорватські воїни були запрошені до двору французького короля Людовика XIV в нагороду за виявлені на полі бою мужність та звитягу.
Офіцери та вояки хорватської армії здавна носили строкаті шовкові шийні хустини. Людовик XIV, відомий своєю любов'ю до речей і одягу, дуже сильно вподобав новий предмет гардеробу і теж пов'язав собі на шию щось подібне, відтак ставши першим законодавцем моди на краватки у Франції, а отже, й в усій Європі. Звідси, й одна з версій походження французького слова cravatte («краватка»), що поширилось у всій Європі, — від à la croate (а-ля-кроат, «по-хорватськи, на хорватський манер»).
Вже у сучасній Хорватії факт винайдення її співвітчизниками краватки вважається абсолютно доведеним, — він, як предмет гордощів, підтримується національною історографією («Хорватія — батьківщина краватки»), він же використовується як бренд у промоакціях, рекламі, туристичній галузі тощо. З 2008 року з ініціативи неприбуткової організації «Academia Cravatica» щороку 18 жовтня святкують Всесвітній день краватки.
У 1991-1995 роках, коли відбувалася війна за незалежність Хорватії, місцеві жінки започаткували акцію на підтримку своїх чоловіків, які боролися: жінки знімали краватки з чоловіків у парламенті та робили з краваток квіти.
Жінки носили ці квіти як елемент власного одягу, нагадуючи про конфлікт та повагу до своїх чоловіків, які воювали.

## Галерея

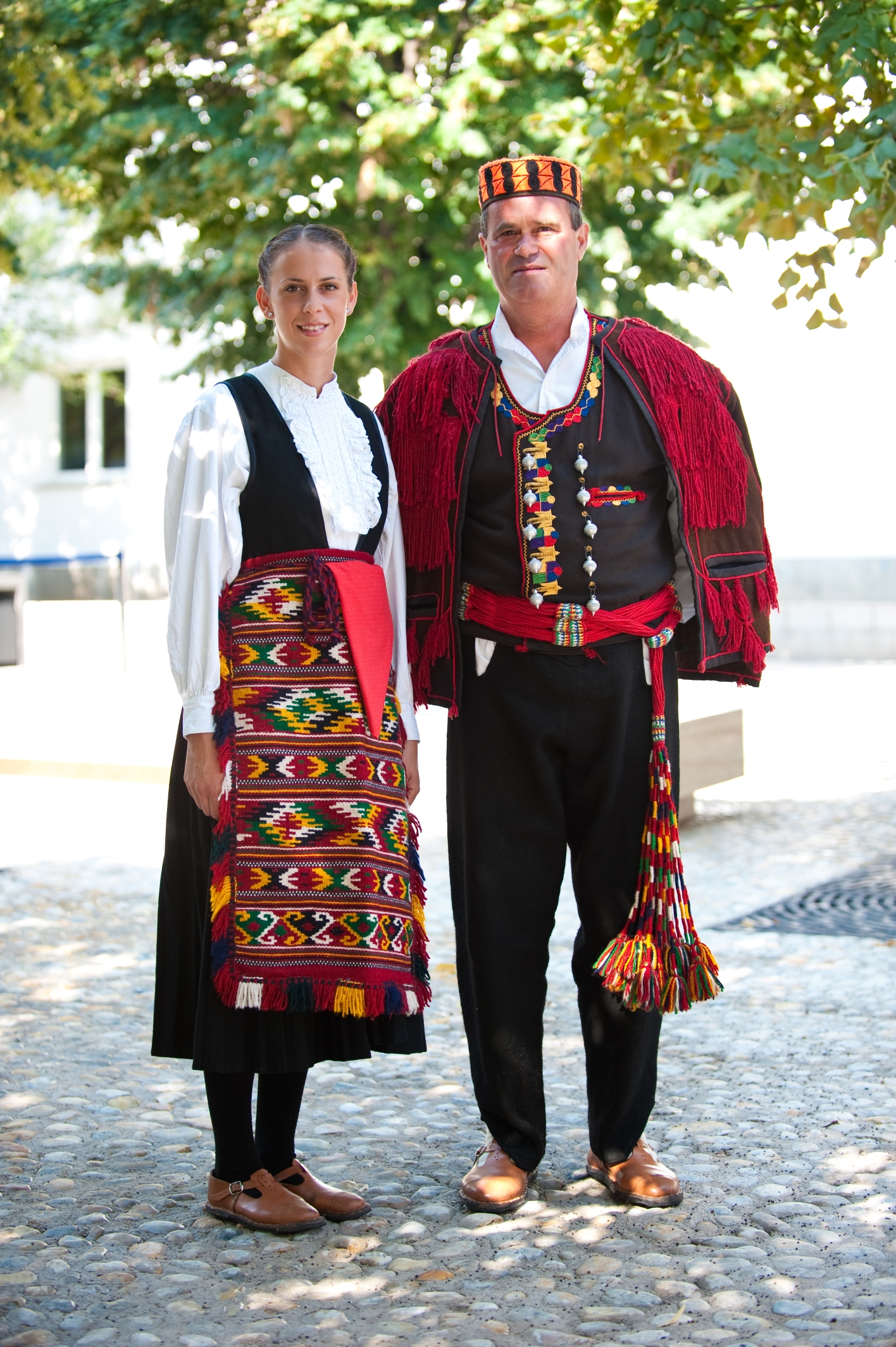
Одяг з Шибеницько-Книнської жупанії
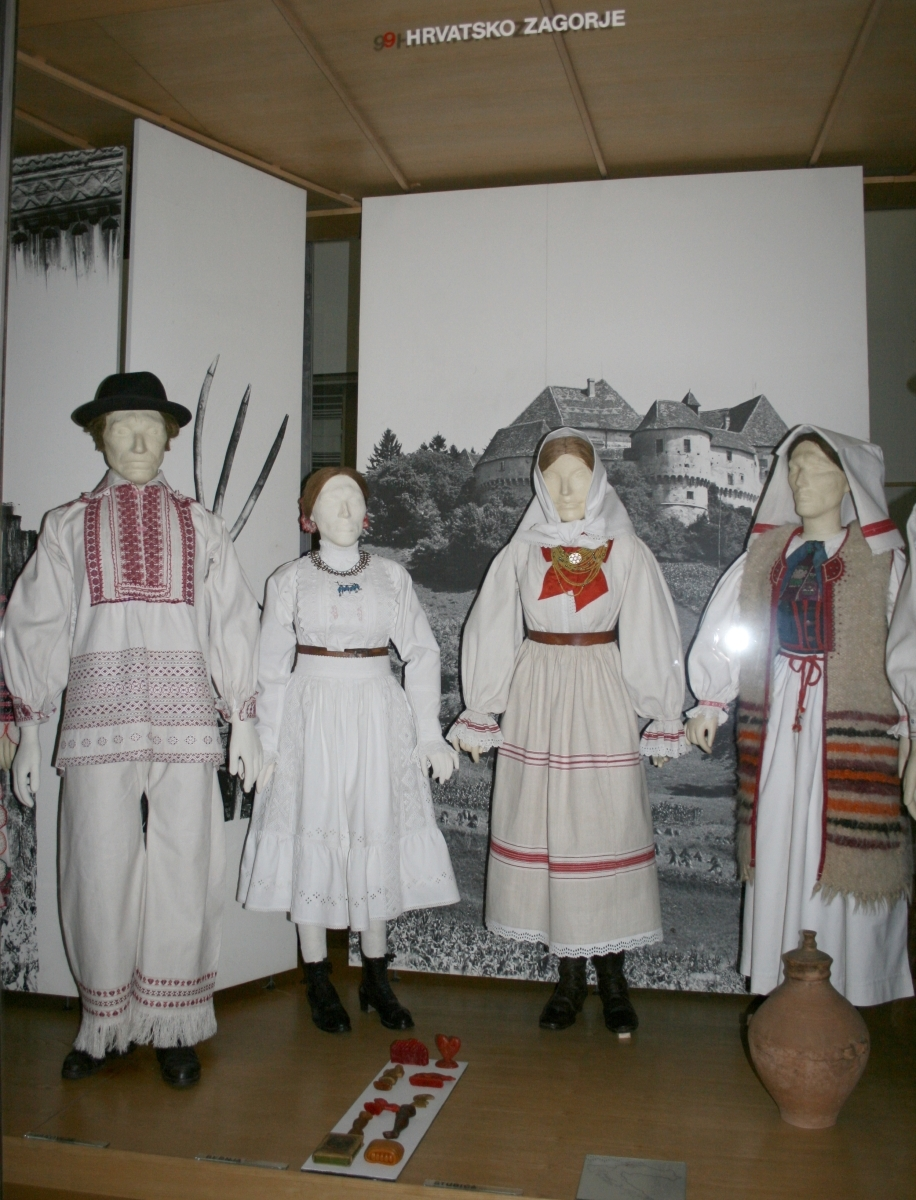
Хорватський національний одяг із Загір'я
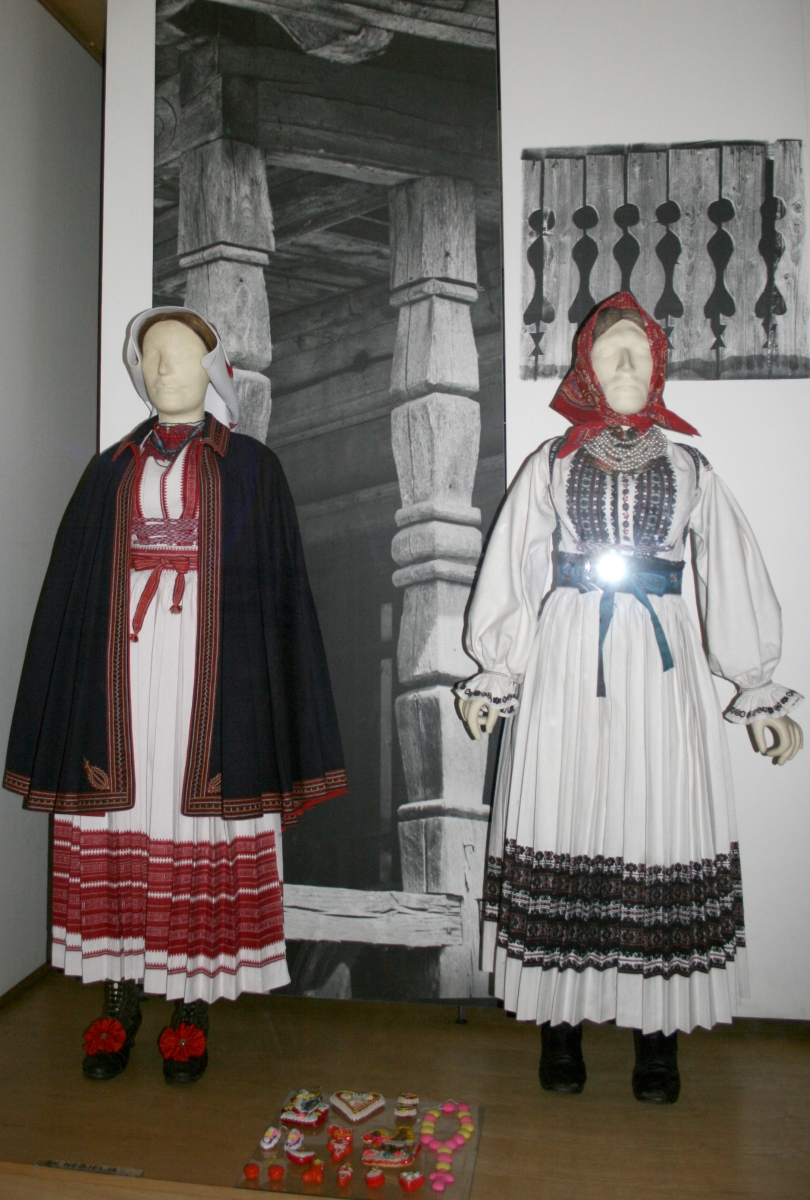
Хорватський національний одяг із Самобора
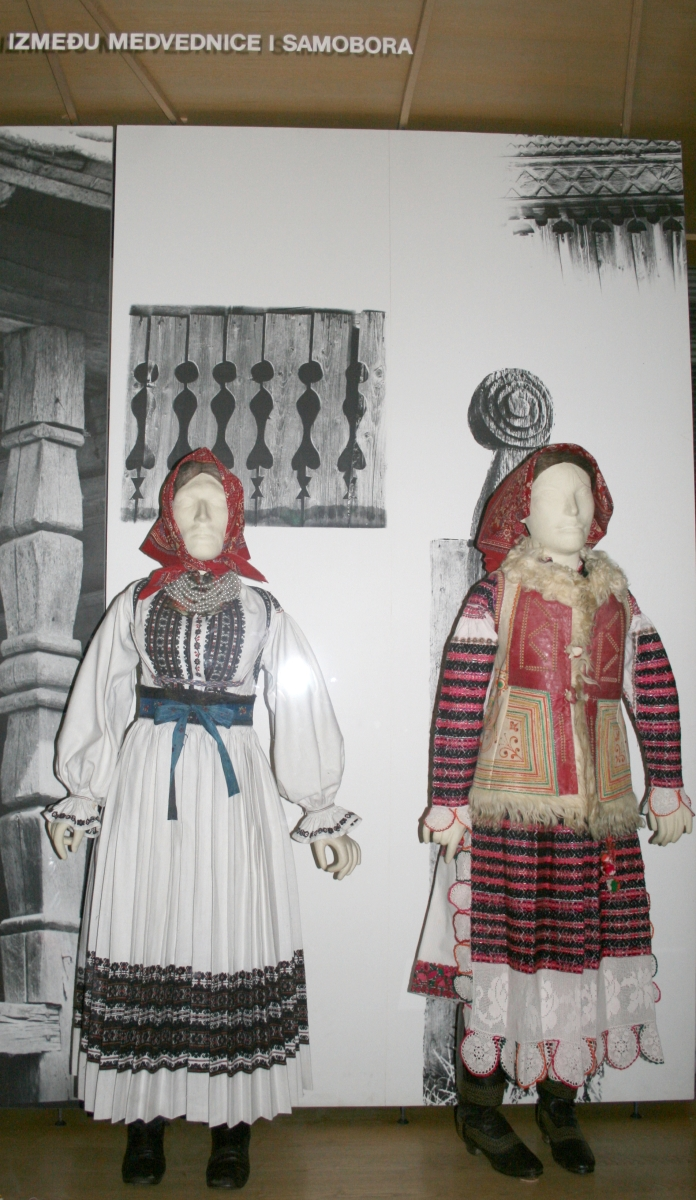
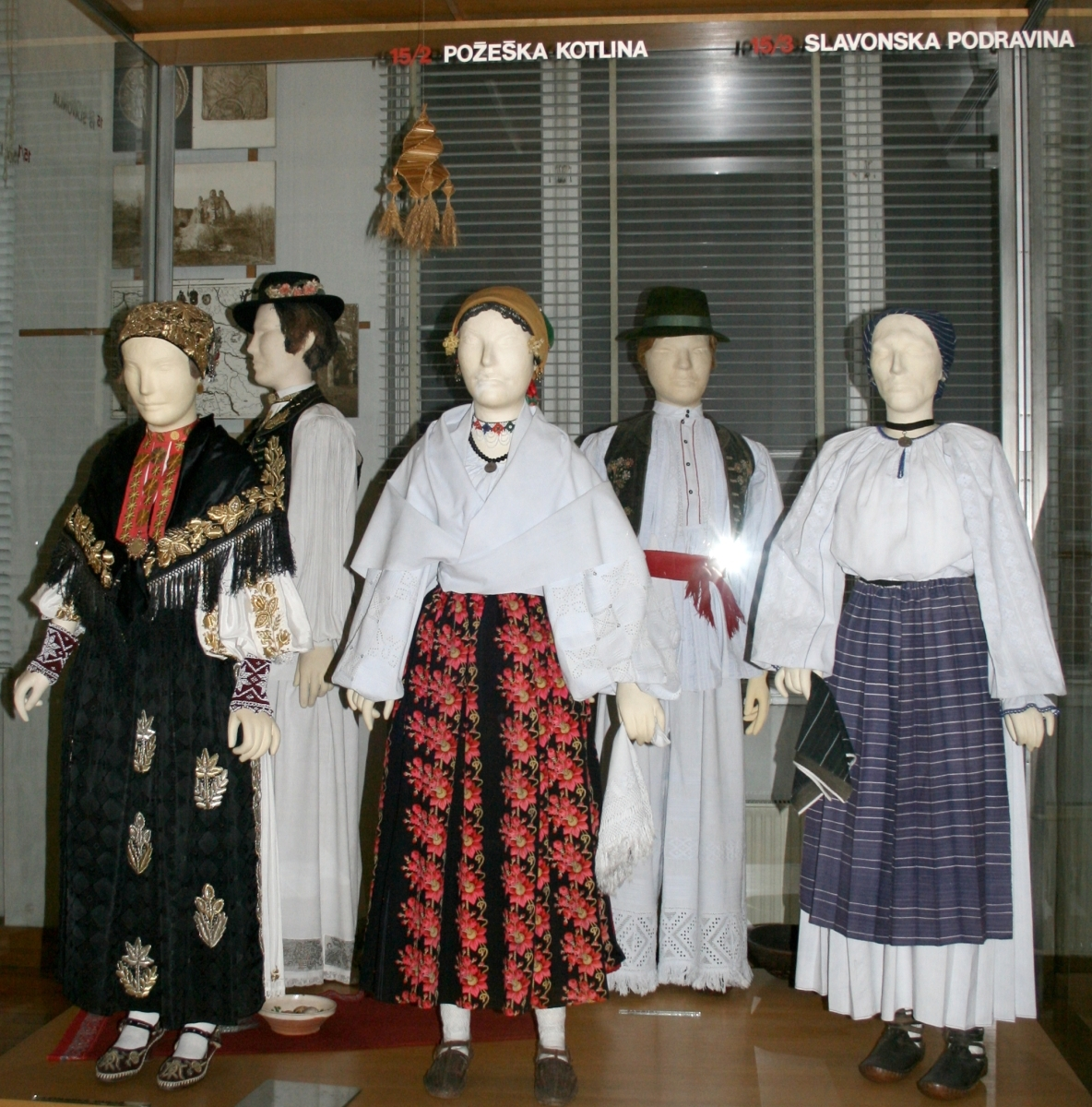
Вбрання з Подравини
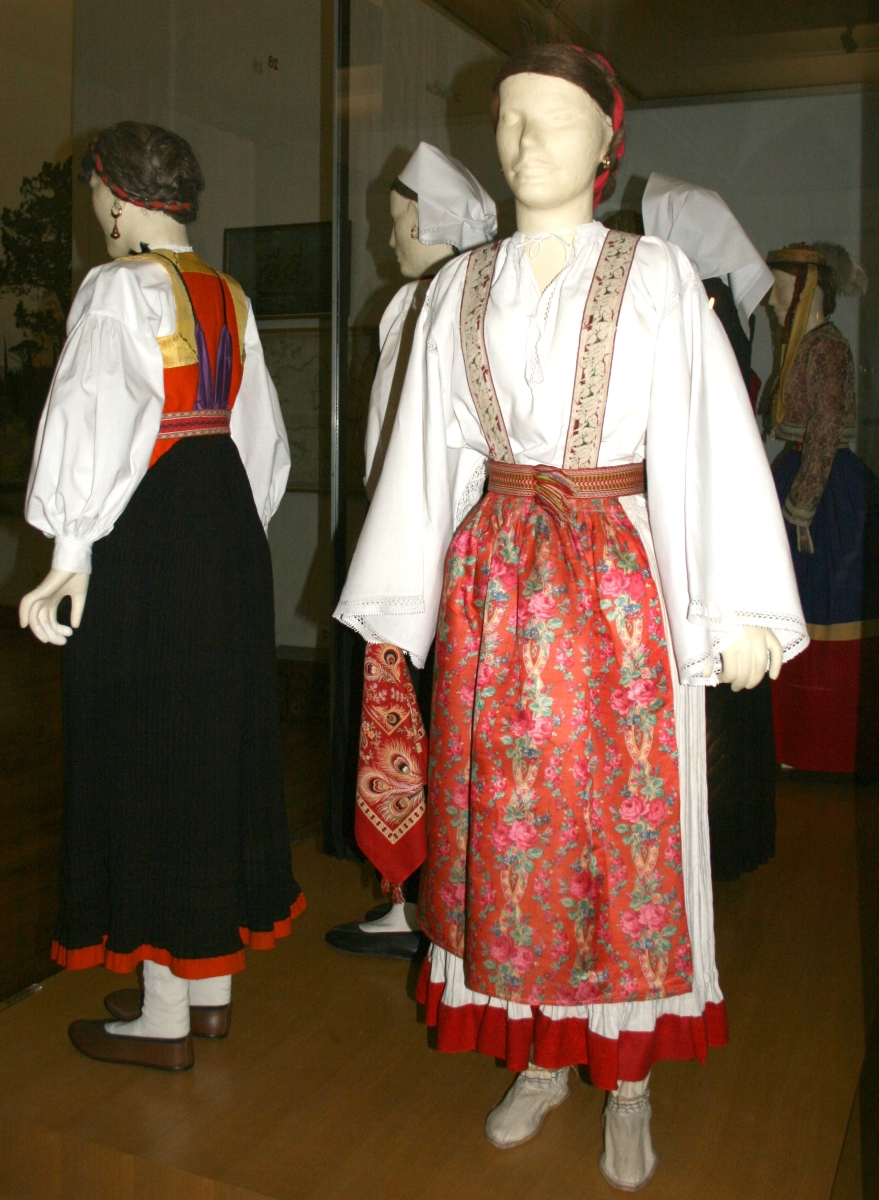
Хорватський національний одяг з острова Олиб
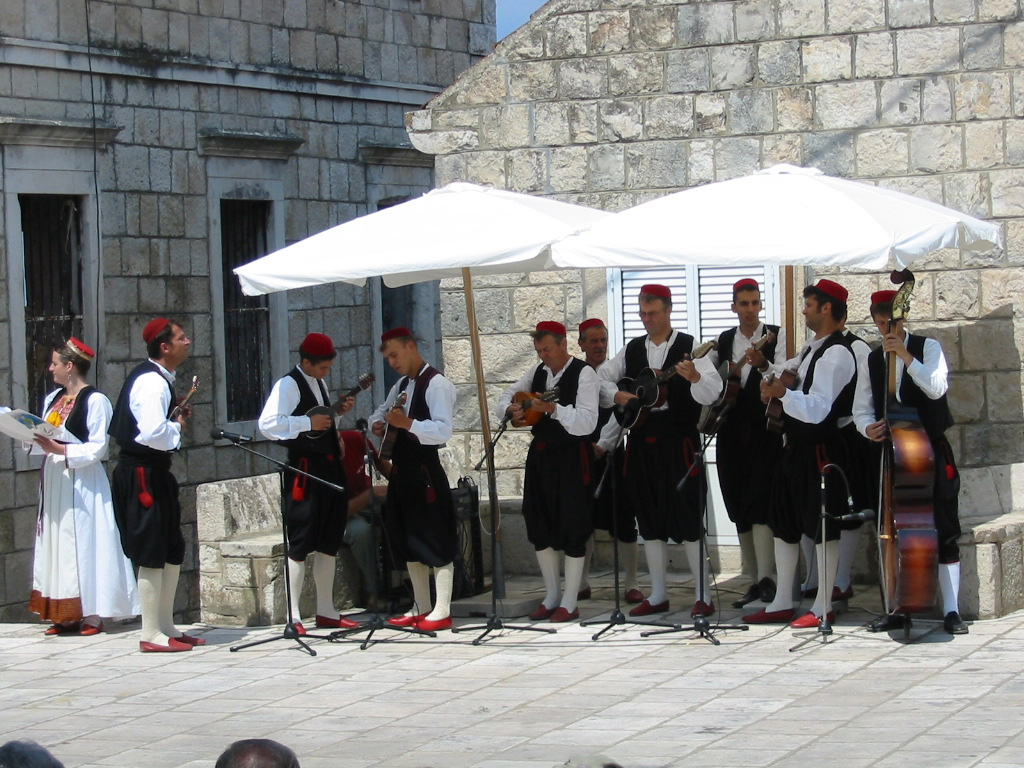
Фольклорні танцівники з села Чилипи
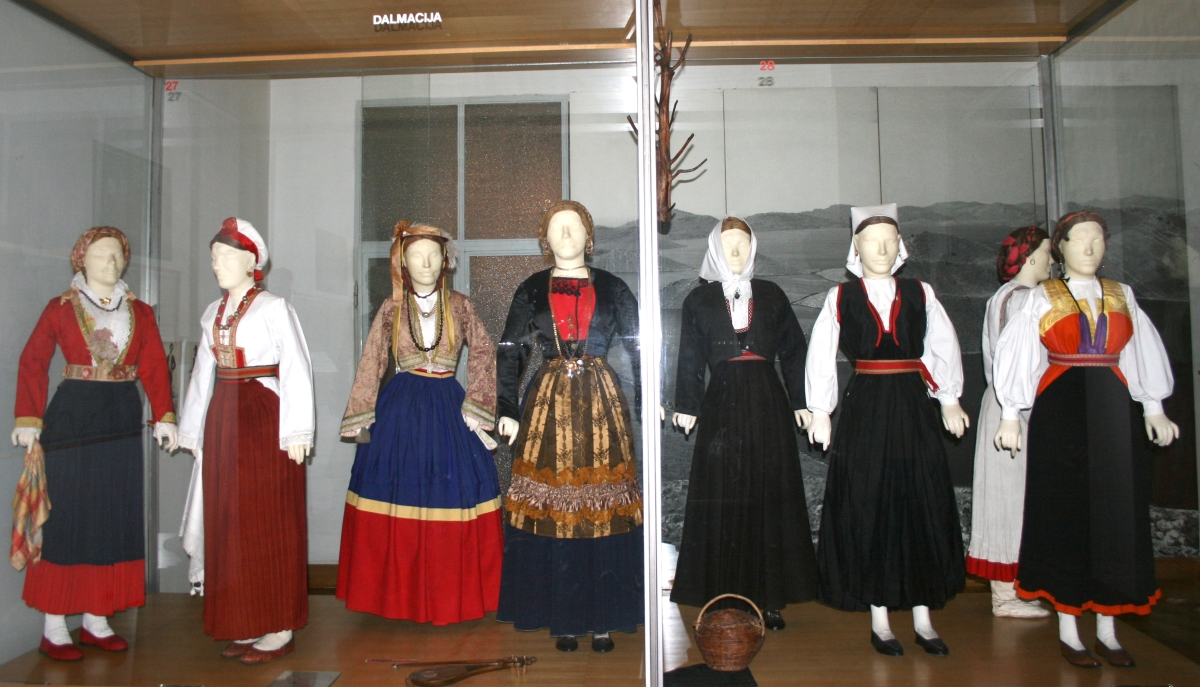
Хорватський національний одяг з Далмації
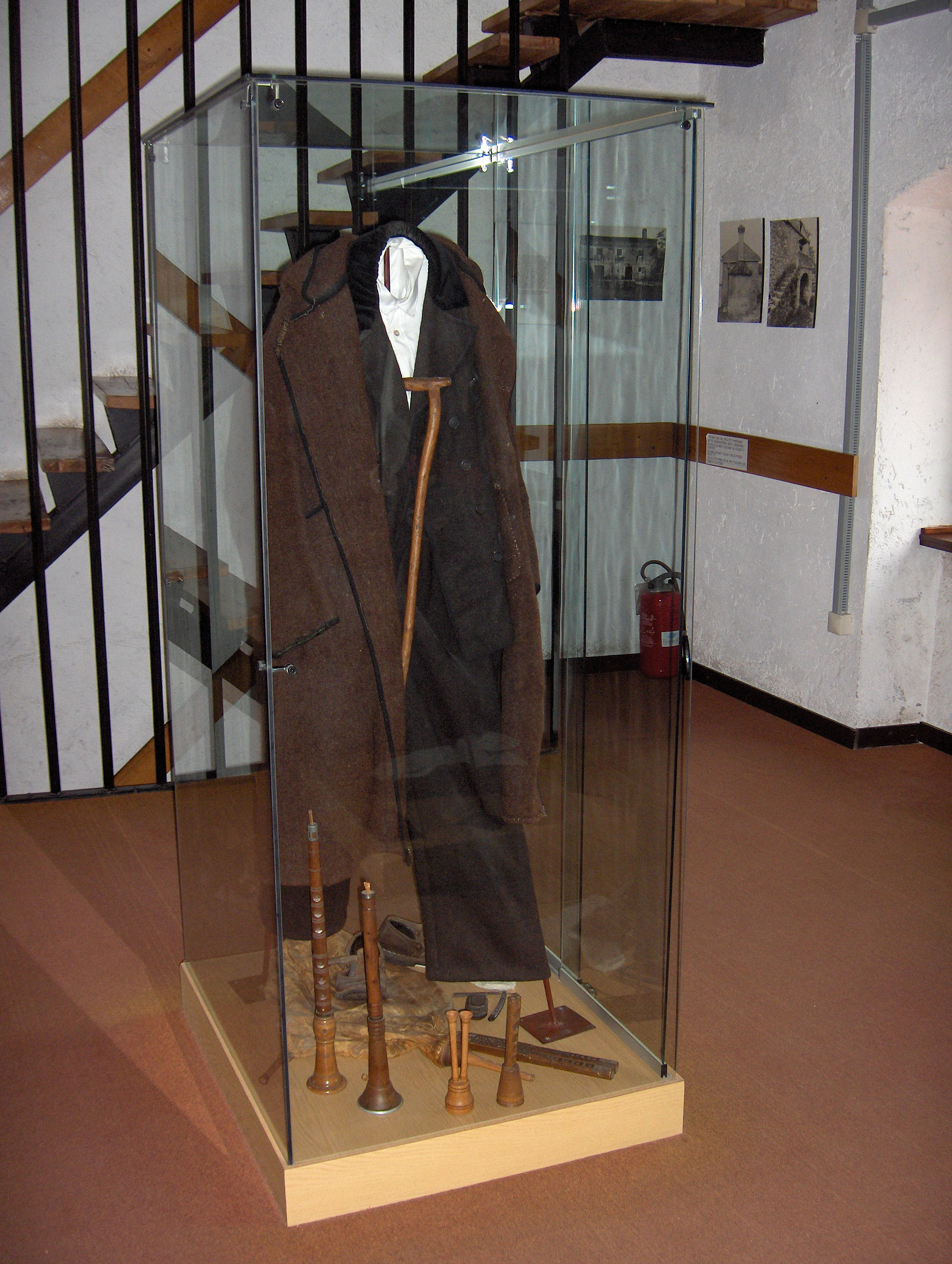
Чоловічий одяг і музичні інструменти з Мощениці
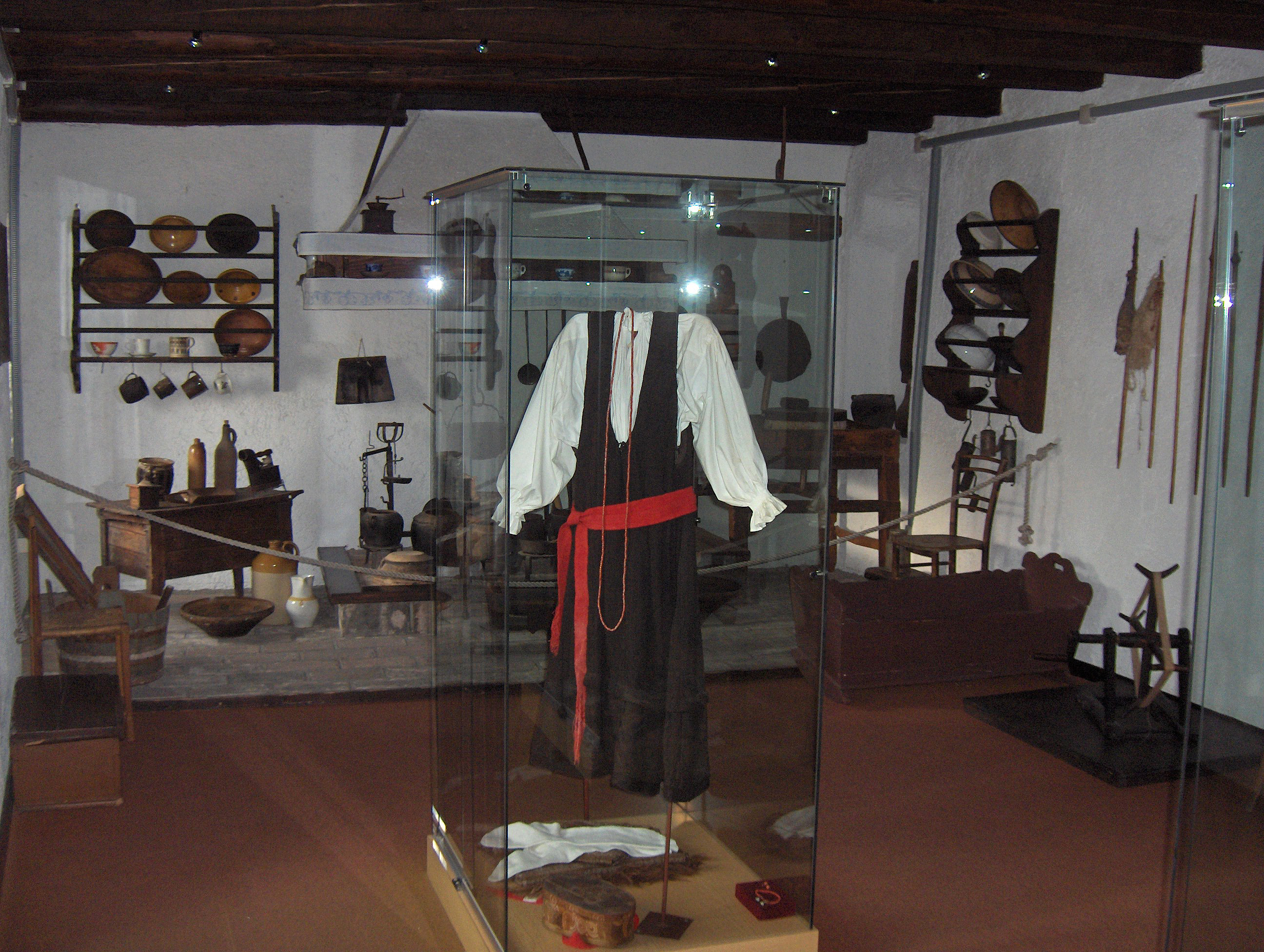
Традиційний жіночий костюм з Мощенице
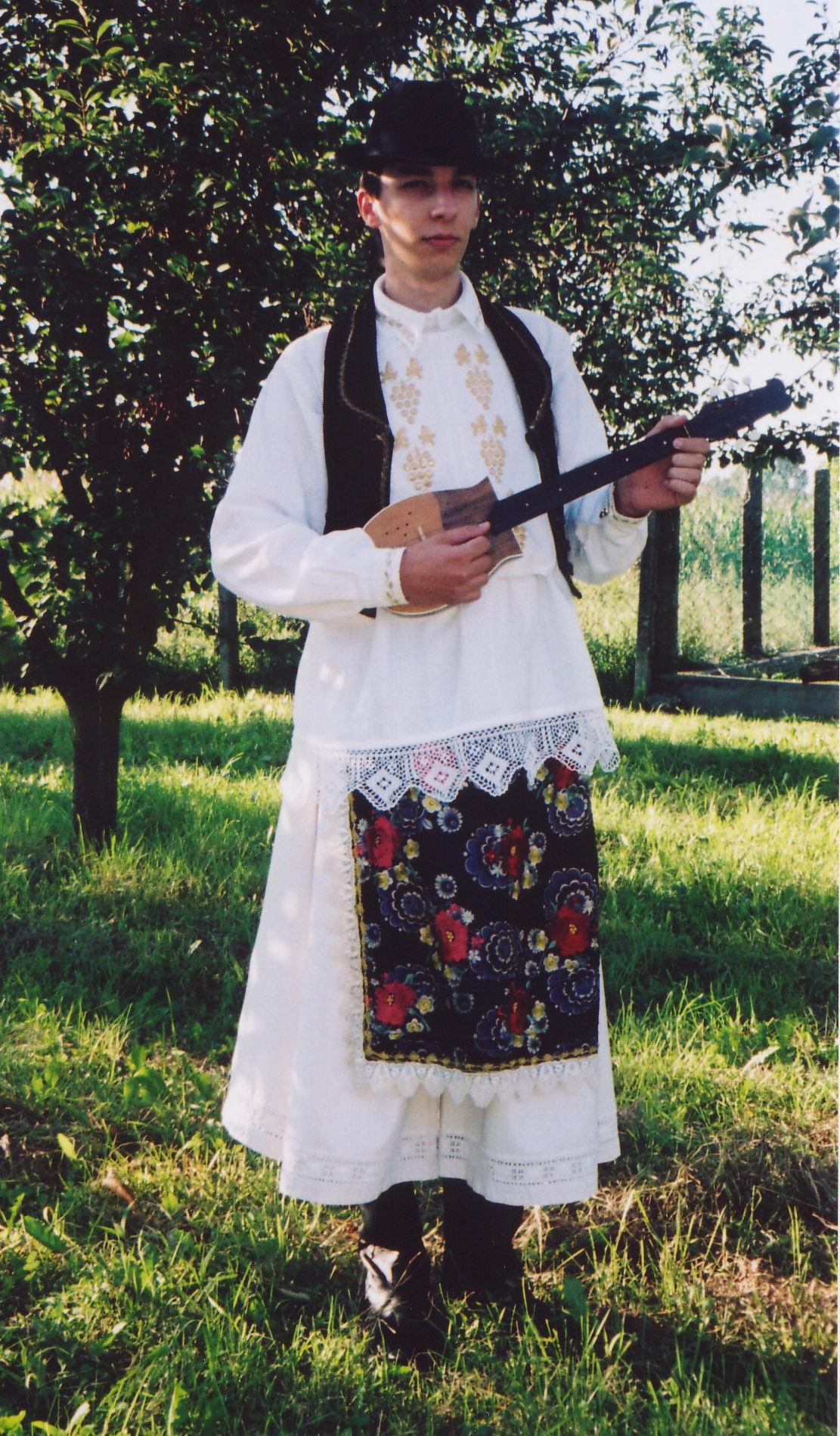
Одяг з Барані
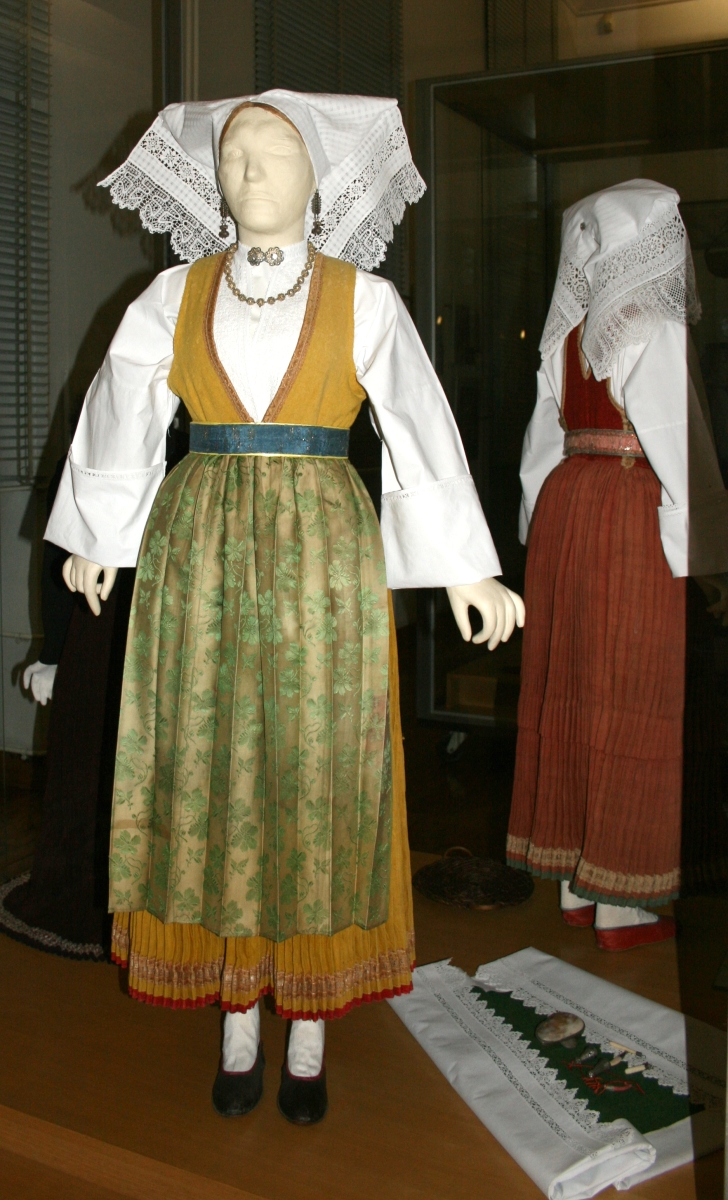
Вбрання з острова Паг
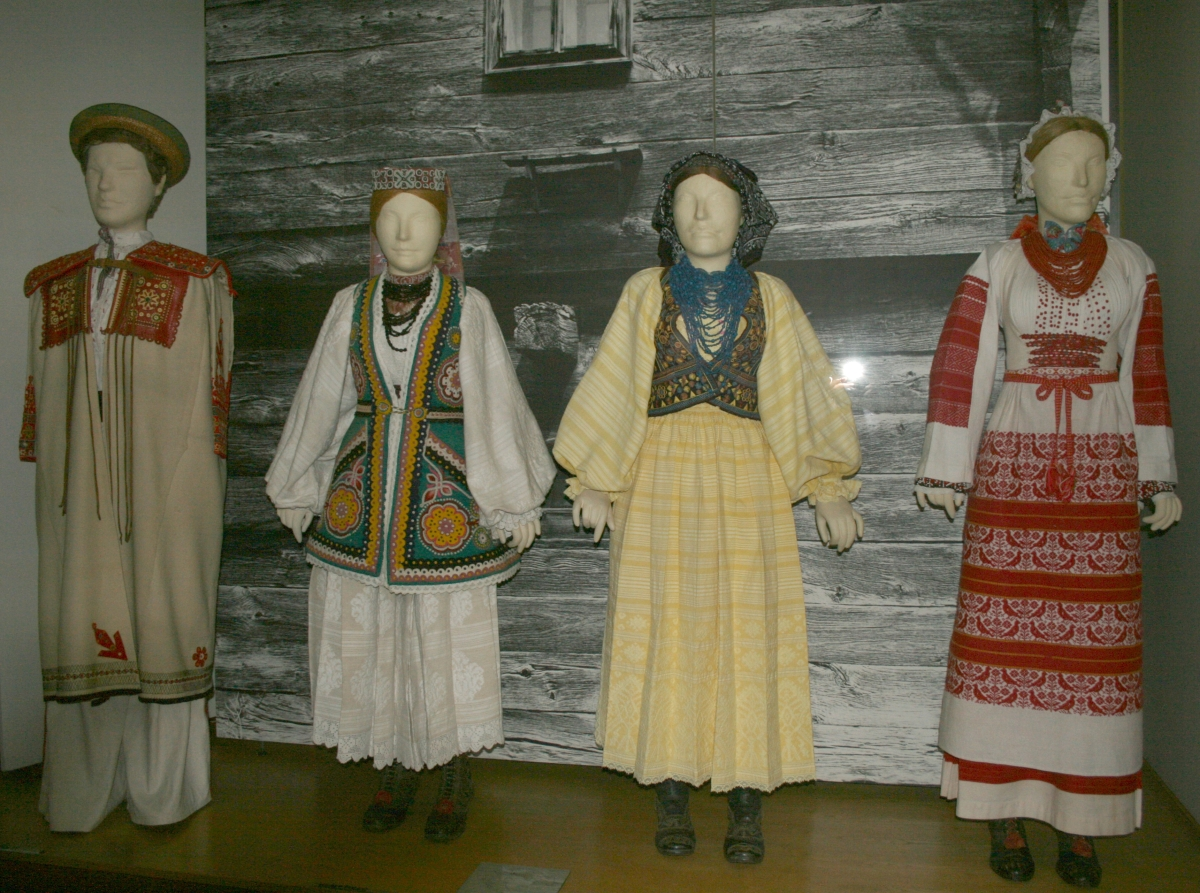
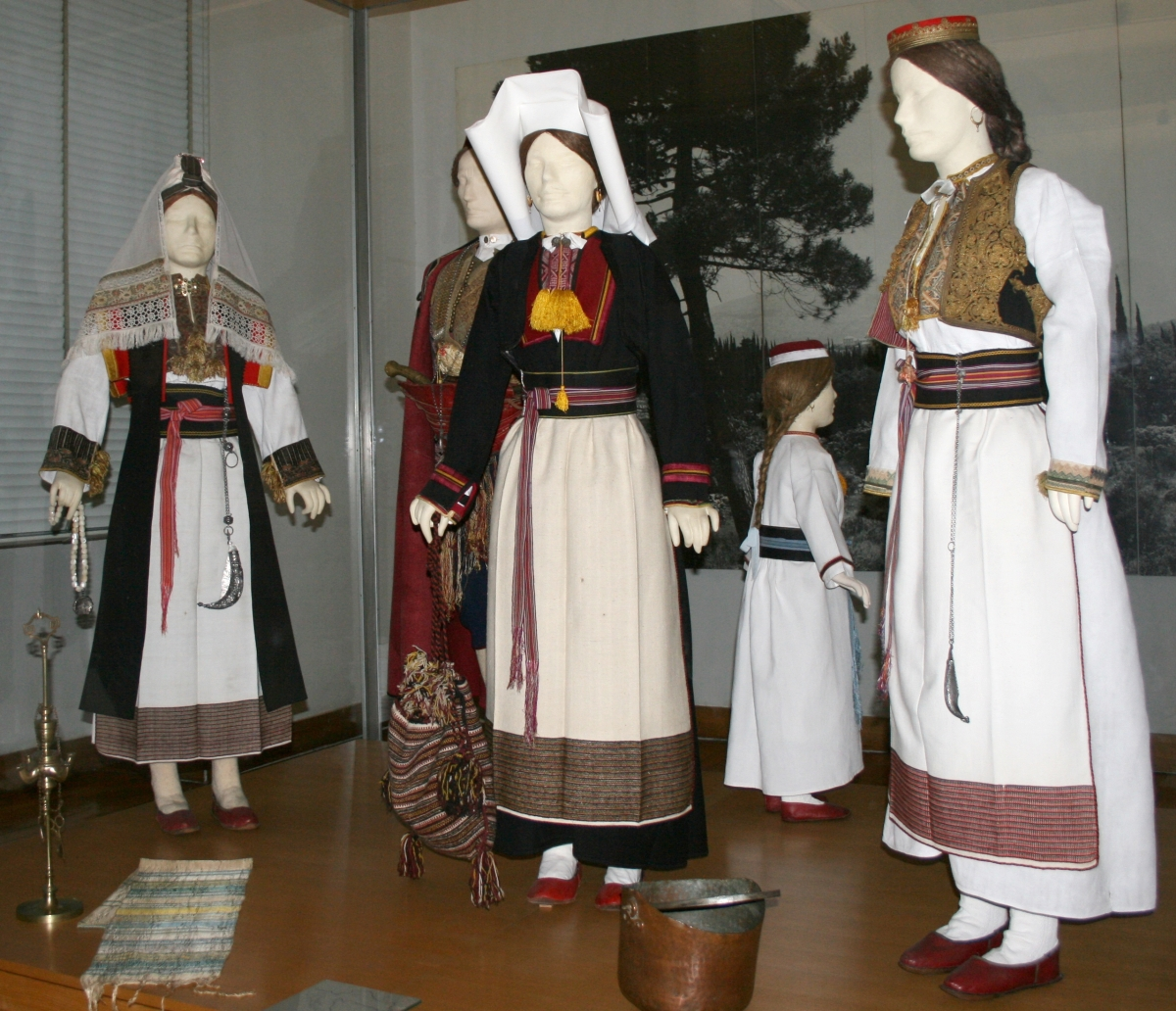
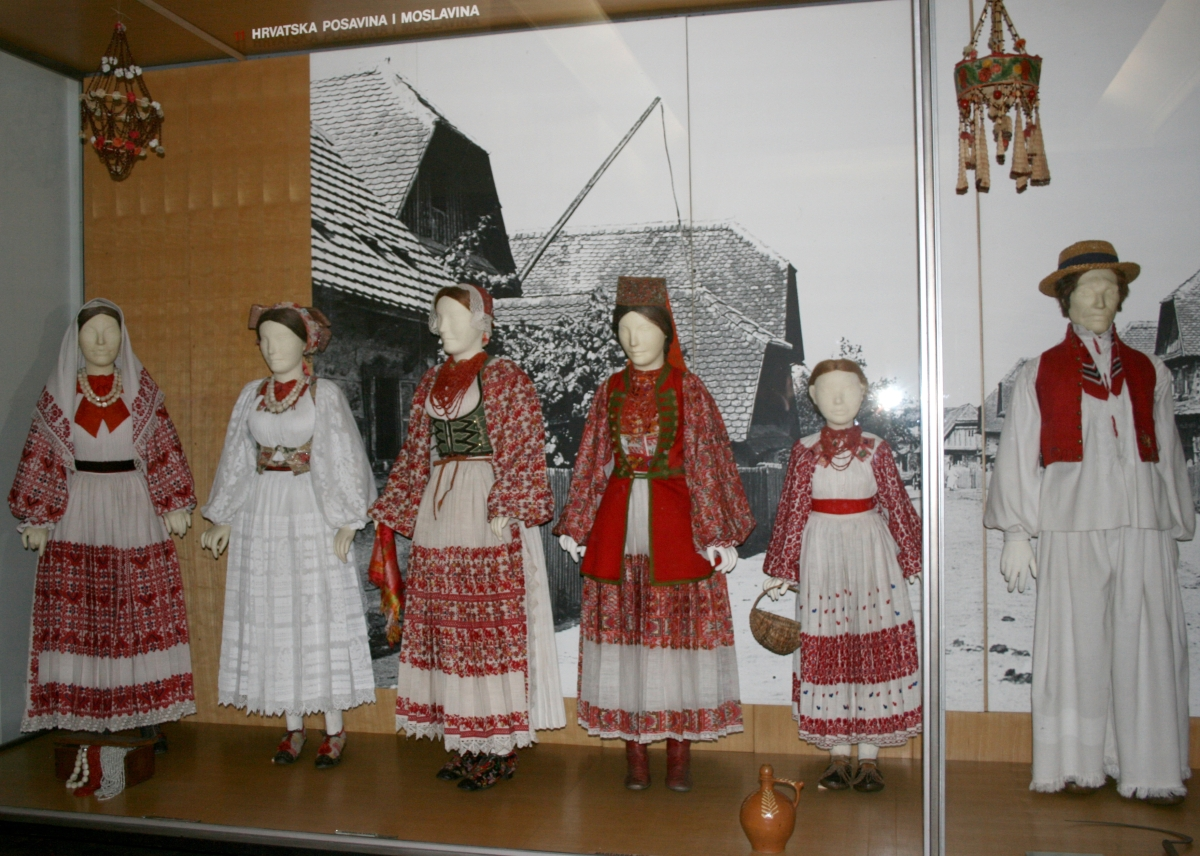
Одяг Посавини і Подравини
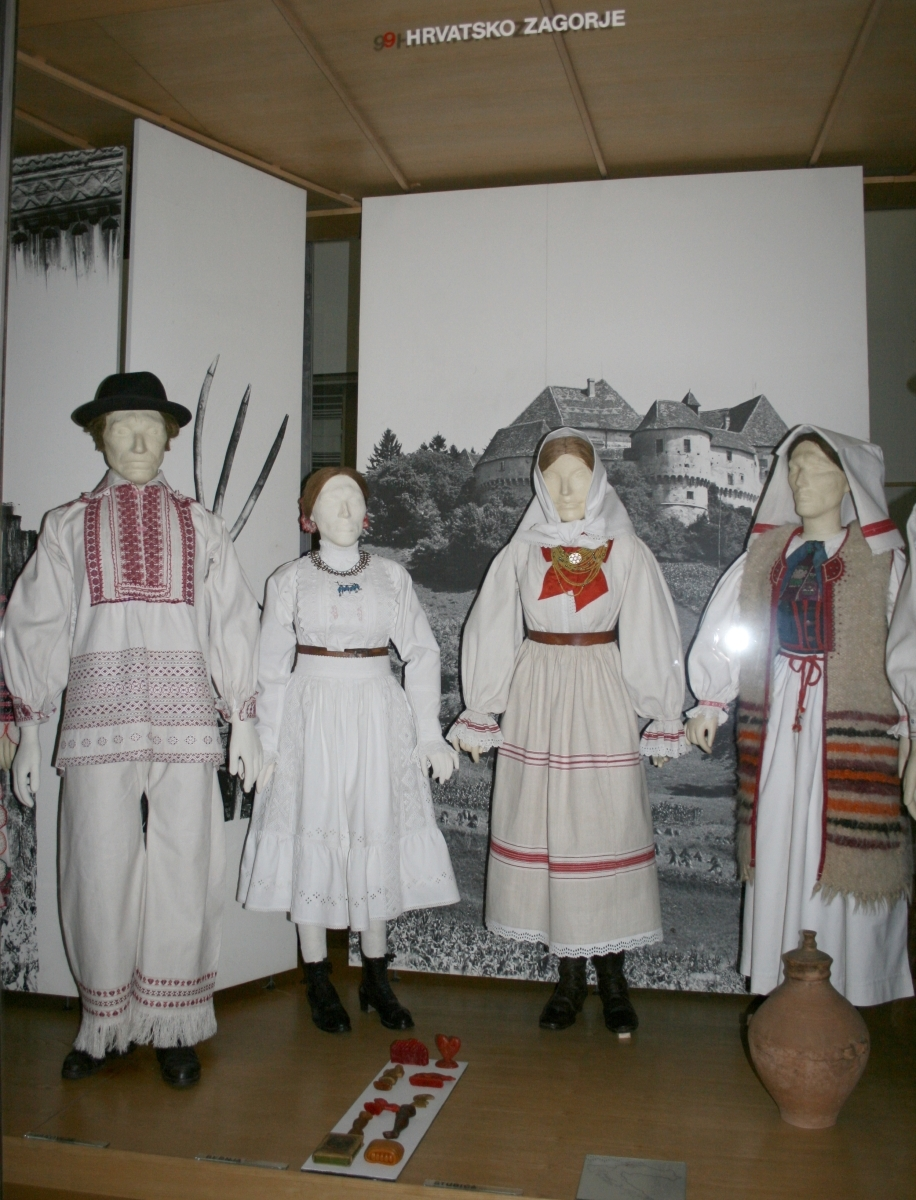
Одяг із Загір'я
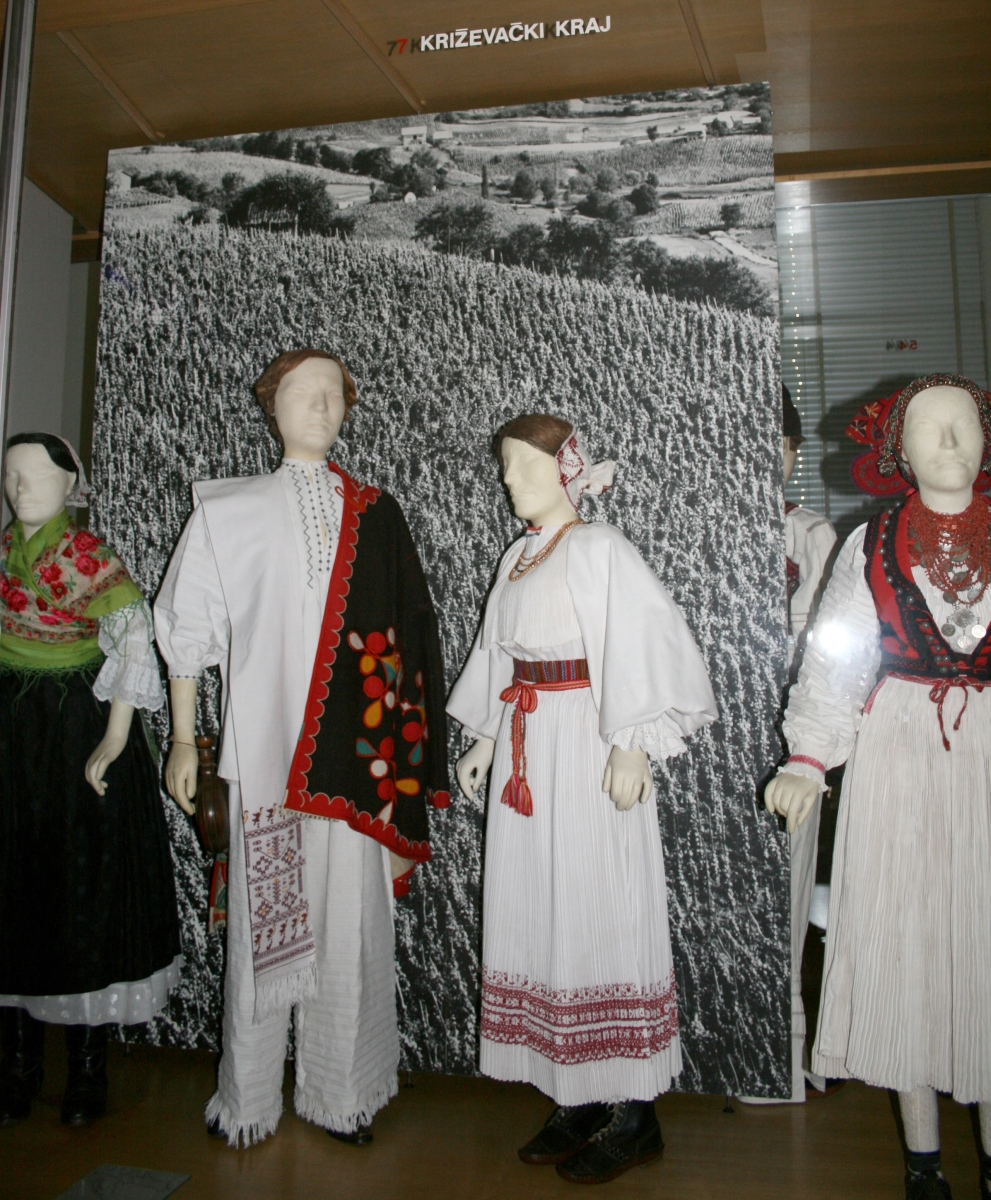
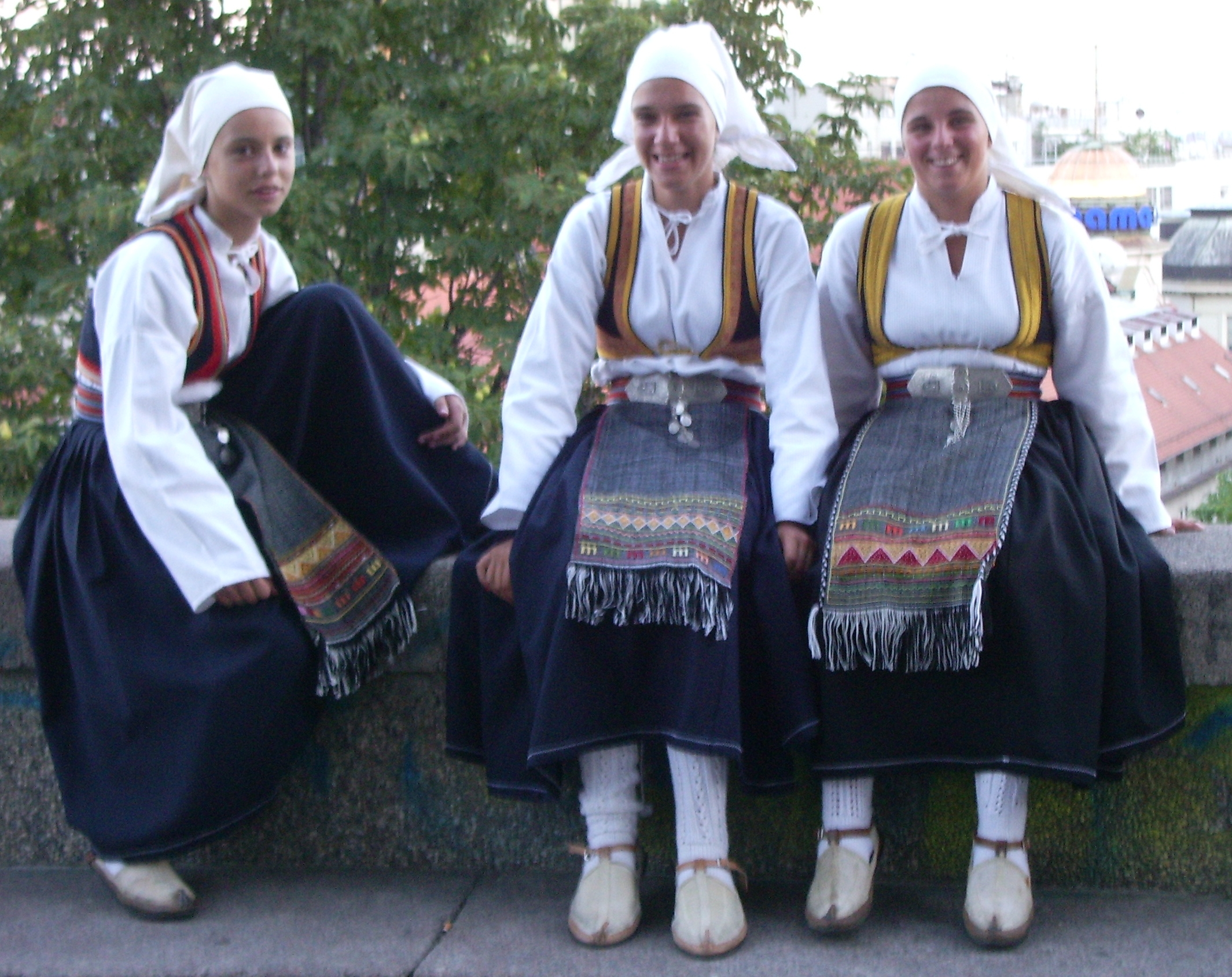
Хорватський національний одяг з Неума
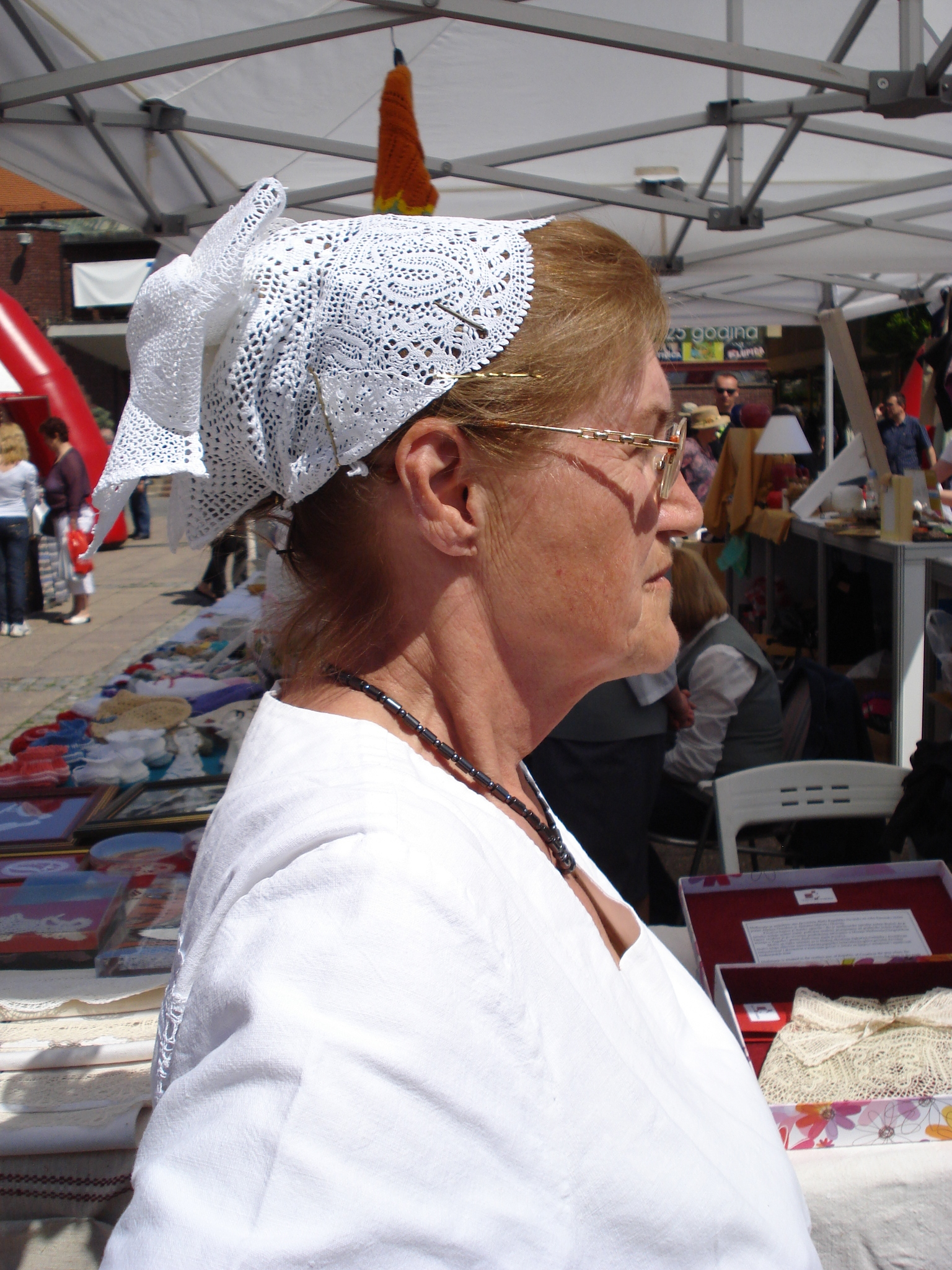
Poculica - мереживний чепчик з Меджимурська жупанія
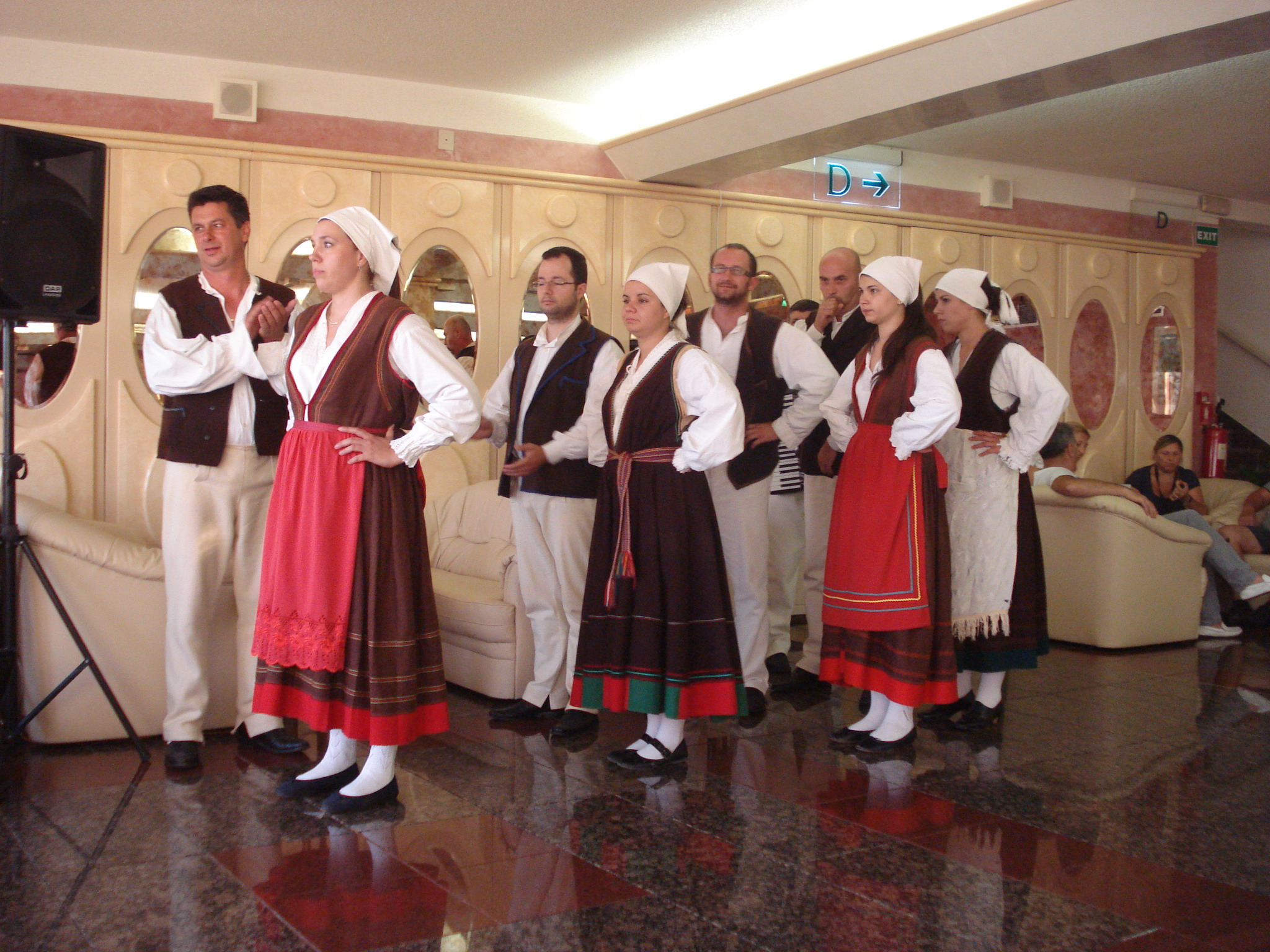
Традиційне національне вбрання з Істрії